# Escarabeíneos
Os escarabeíneos (Scarabaeinae) são uma subfamília de besouros da família Scarabaeidae (escaravelhos), conhecidos como besouros do esterco e entre outros nomes. Pois a maioria das espécies são coprófagas (se alimentam de fezes). No entanto, muitas espécies desta subfamilia também se alimentam de carniça e um pequena parte se alimenta de outras formas e têm hábitos exóticos, como se alimentar de muco de caracóis ou especializadas em predar centopeias ou formigas, por exemplo.
Ocorrem em todos os continentes (exceto regiões polares), sendo que no Egito Antigo eram considerados divindades. Muitas espécies são benéficas para a agricultura, pois atuam no controle biológico de parasitas de rebanhos, e além disso atuam como recicladoras e dispersoras de nutrientes pelos ecossistemas.
As cerca de 7000 espécies existentes se concentram nas regiões tropicais e de savana, sendo que no Brasil são registradas cerca de 620 espécies de Scarabaeinae.

## Características

Duas espécies de besouros do esterco, se alimentando de fezes de elefante

Os Scarabaeinae não são os únicos besouros que se alimentam de fezes e que são conhecidos como besouros do esterco: os besouros Geotrupidae, Aphodiinae e alguns outros grupos também têm esta mesma característica. No entanto, definitivamente os Scarabaeinae são os besouros do esterco mais abundantes e comuns.

### Identificação
Além de apresentarem as características típicas da família dos escaravelhos, os Scarabaeinae no geral têm várias adaptações à alimentação coprófaga, como cabeça, corpo e patas adaptadas para escavar e empurrar, e as partes bucais adaptadas para comer material mole. Um detalhe específico no corpo dos Scarabaeinae é que a maioria não têm visível uma parte do corpo chamada escutelo.
Em certas espécies há dimorfismo sexual, com os machos apresentando chifres desenvolvidos, ao contrário das fêmeas, que tem chifres mais curtos ou ausentes. Isso ocorre também com outras famílias de besouros, como Dynastinae.
Muitas espécies têm cores escuras, como preto e marrom, mas outras têm cores muito bonitas e metálicas, como por exemplo Coprophaneus saphirinus e Oxysternon conspicillatum. Os tamanhos dos Scarabaeinae variam, de muito pequenos (2 milímetros) até grandes, chegando até 5 centímetros para certas espécies de Coprophanaeus.

## Importância Cultural

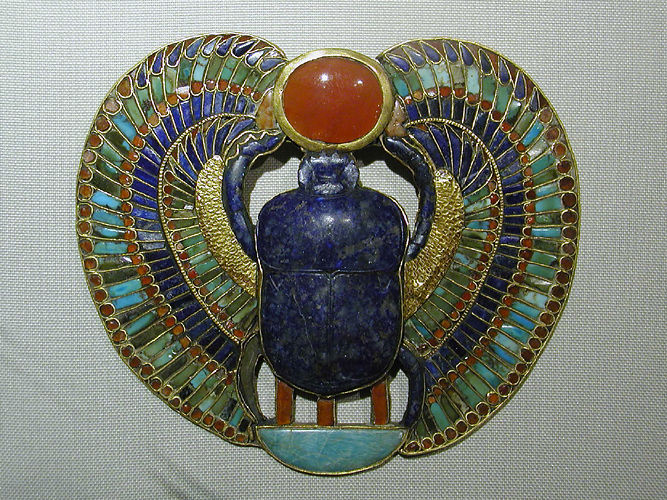
Um dos muitos adornos com escaravelhos encontrados na Tumba de Tutancâmon, faraó do Antigo Egito

No Antigo Egito os besouros do esterco de várias espécies, como o Scarabaeus sacer, eram considerados animais sagrados, manifestações terrenas do "Deus da Criação" (conhecido como Khepri), responsável por dar vida ao "Deus Sol" (conhecido como Rá), rolando-o através dos céus, em analogia ao rolar de uma bola de esterco. Dessa forma, os besouros do esterco eram relacionados aos conceitos simbólicos de existência, continuidade da vida e renascimento, sendo que aparecem representados em vários murais, esculturas e adornos do Antigo Egito, inclusive sendo encontrados nas tumbas dos faraós Tutancâmon, Ramessés IX, rainha Nefertiti, entre outros.

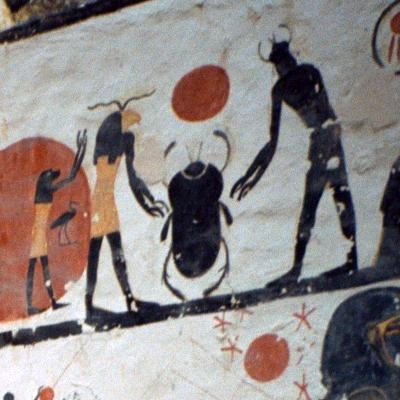
Pintura de Khepri, na tumba do faraó Ramessés IX.
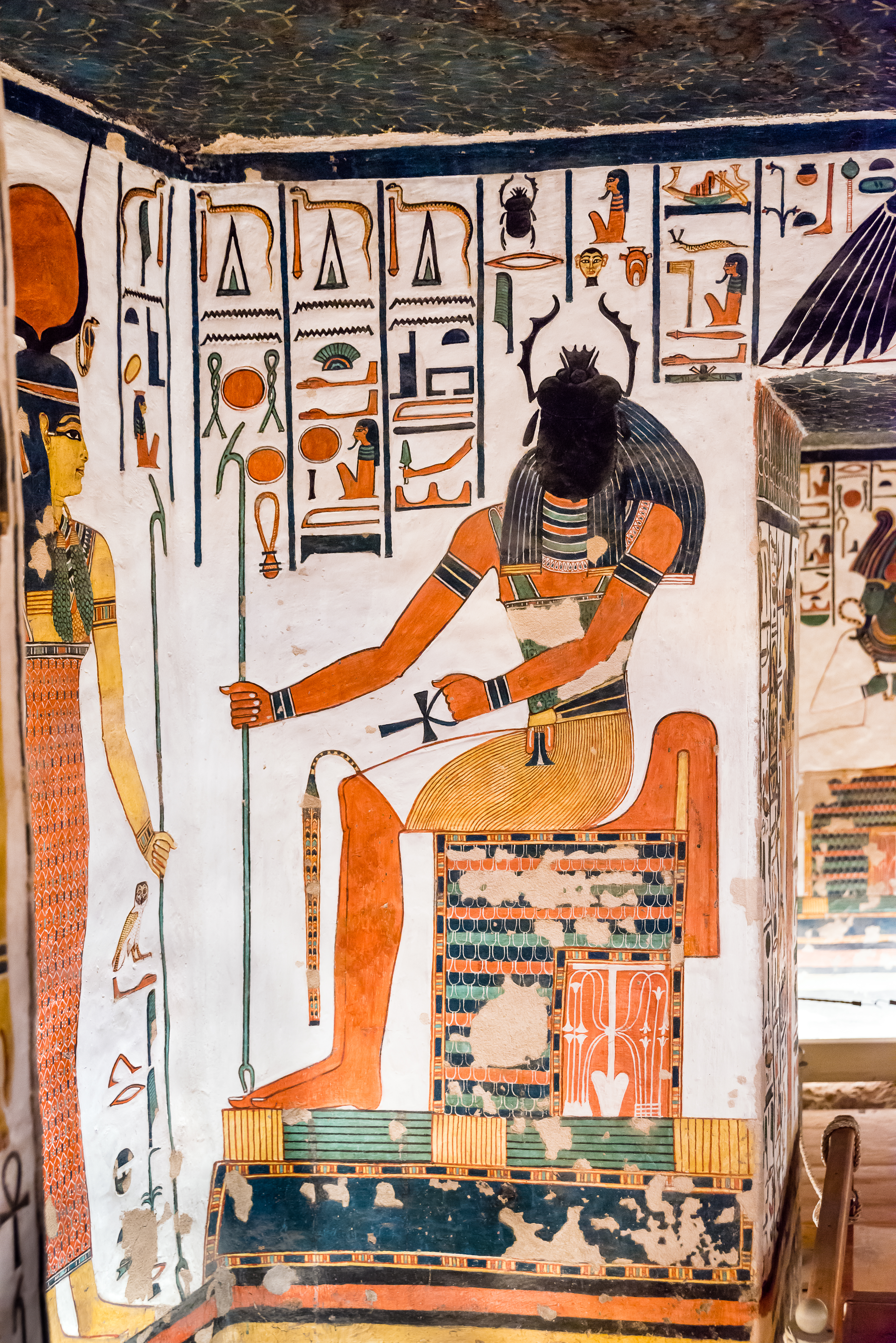
Pintura de Khepri, na tumba de tumba de Nefertiti.
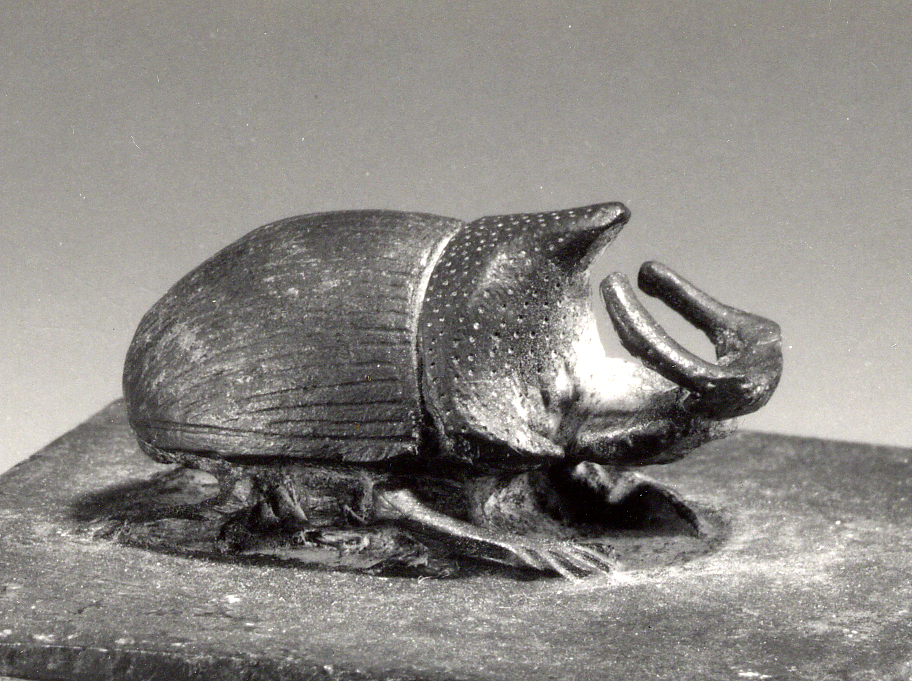
Estátua do Antigo Egito
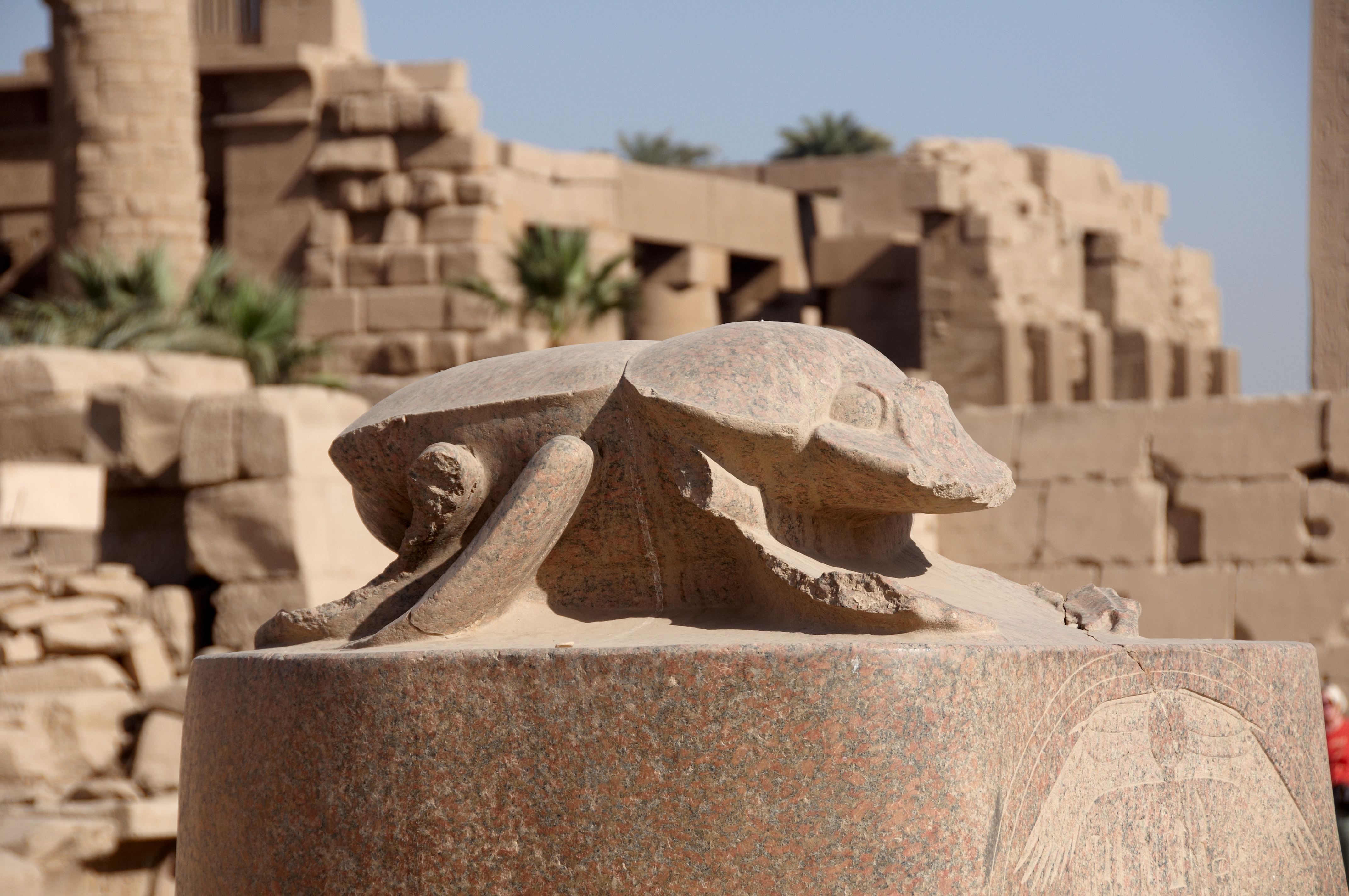
Estátua presente no Templo de Carnaque
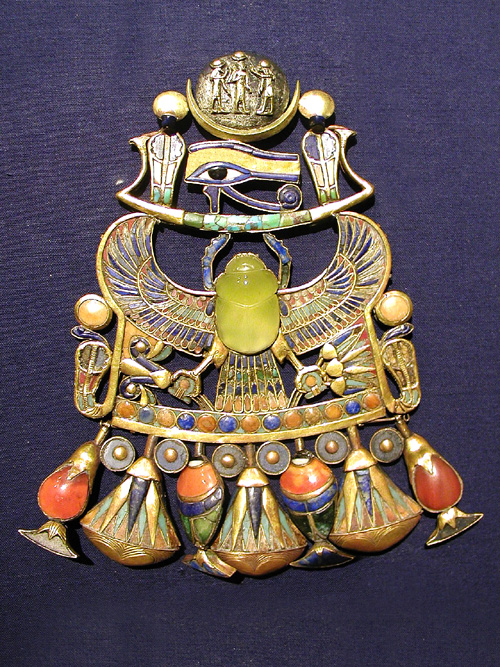
Pingente encontrado na tumba de Tutancâmon
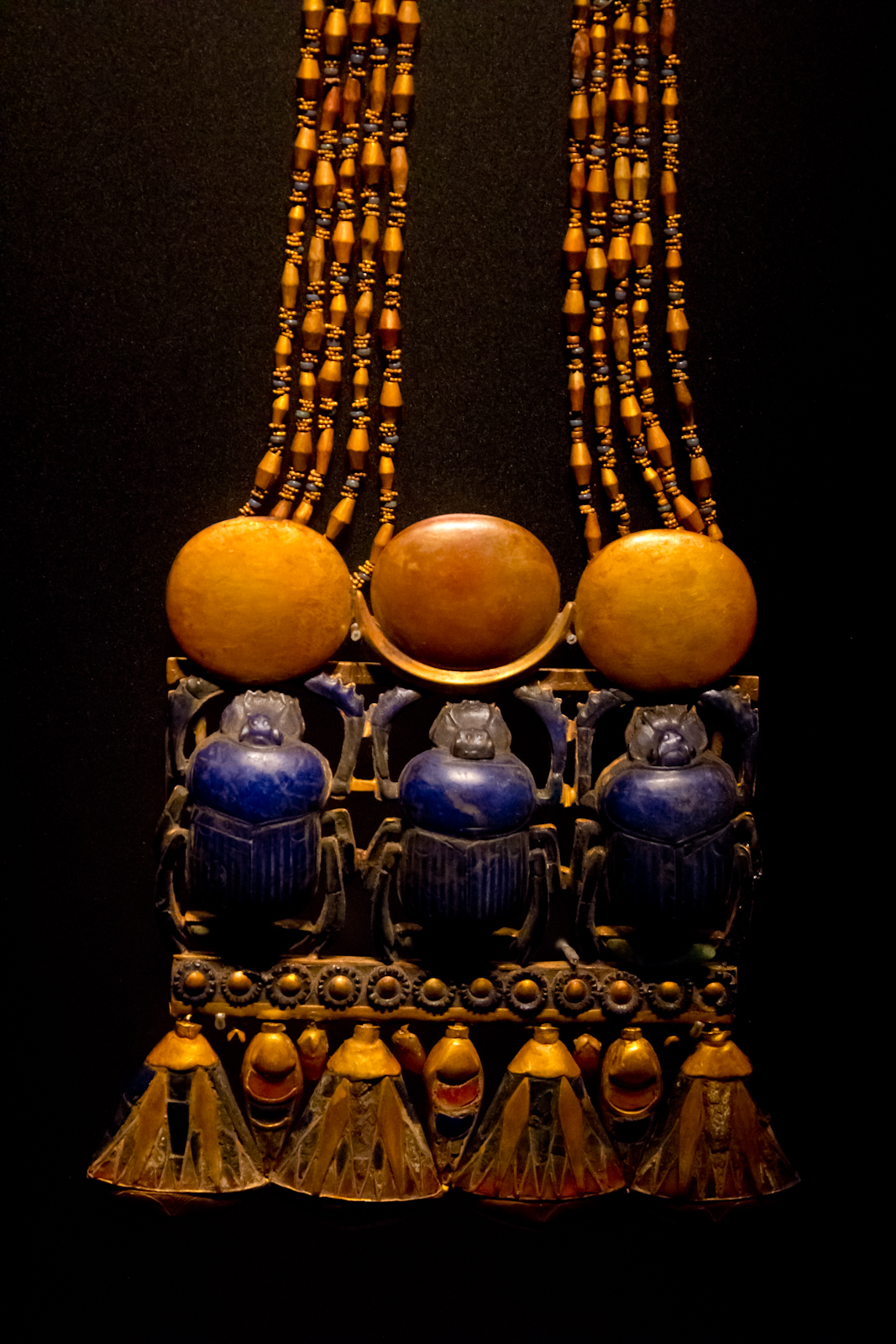
Colar de ouro e jóias encontrado na tumba de Tutancâmon.
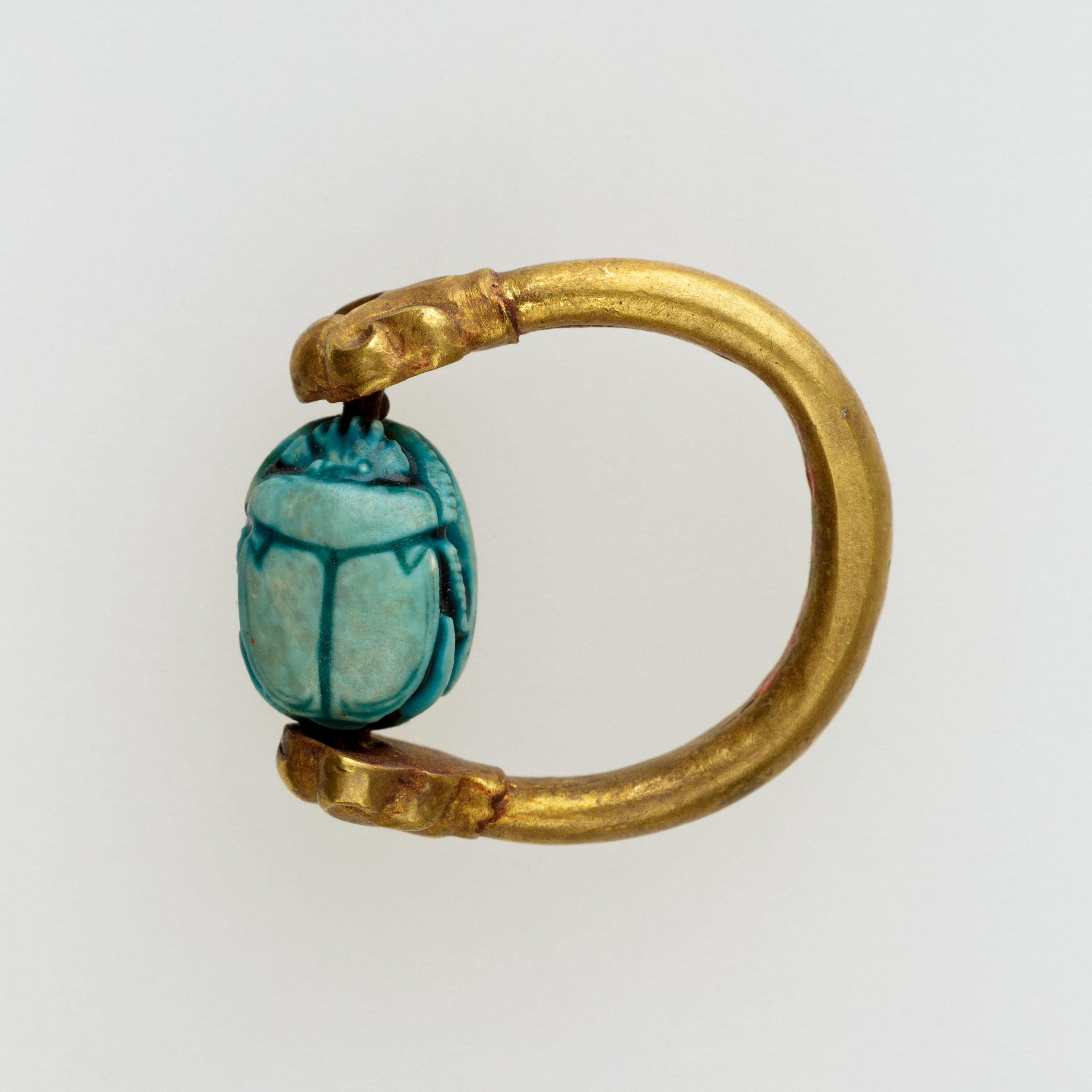
Anel de ouro com escaravelho, do Antigo Egito.
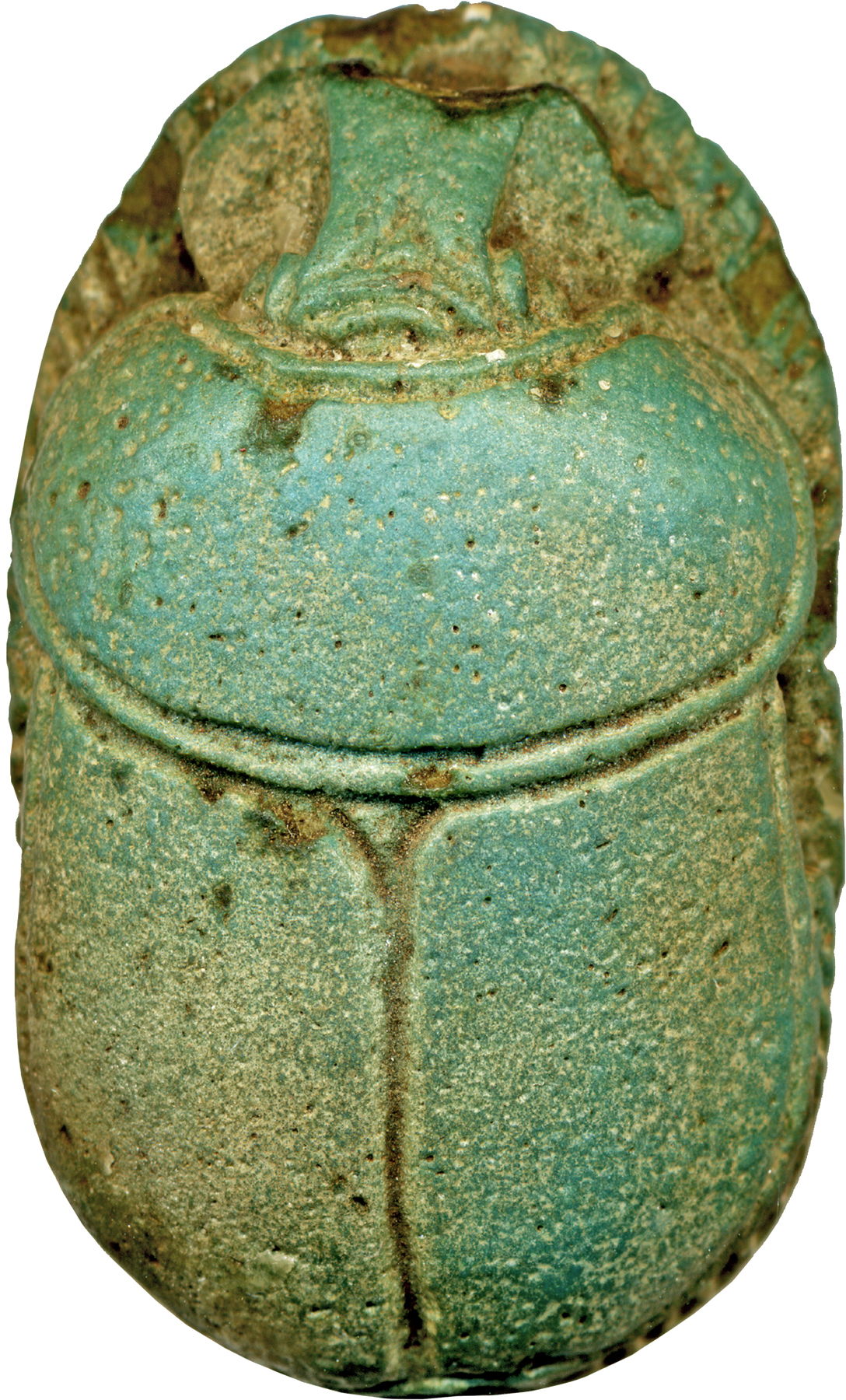
Amuleto de escaravelho, muito popular no Antigo Egito
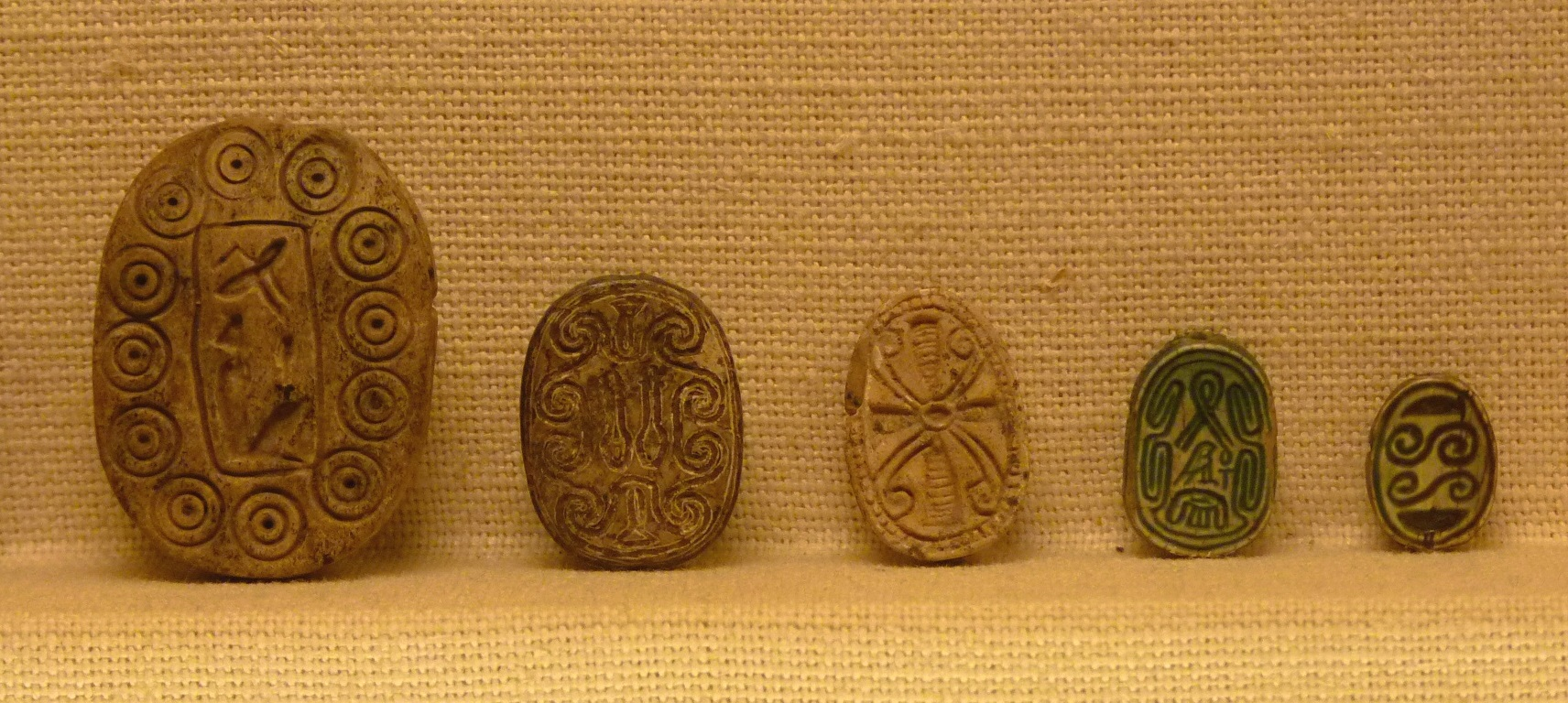
Série de amuletos com o "padrão escaravelho", do Antigo Egito.

## Alimentação

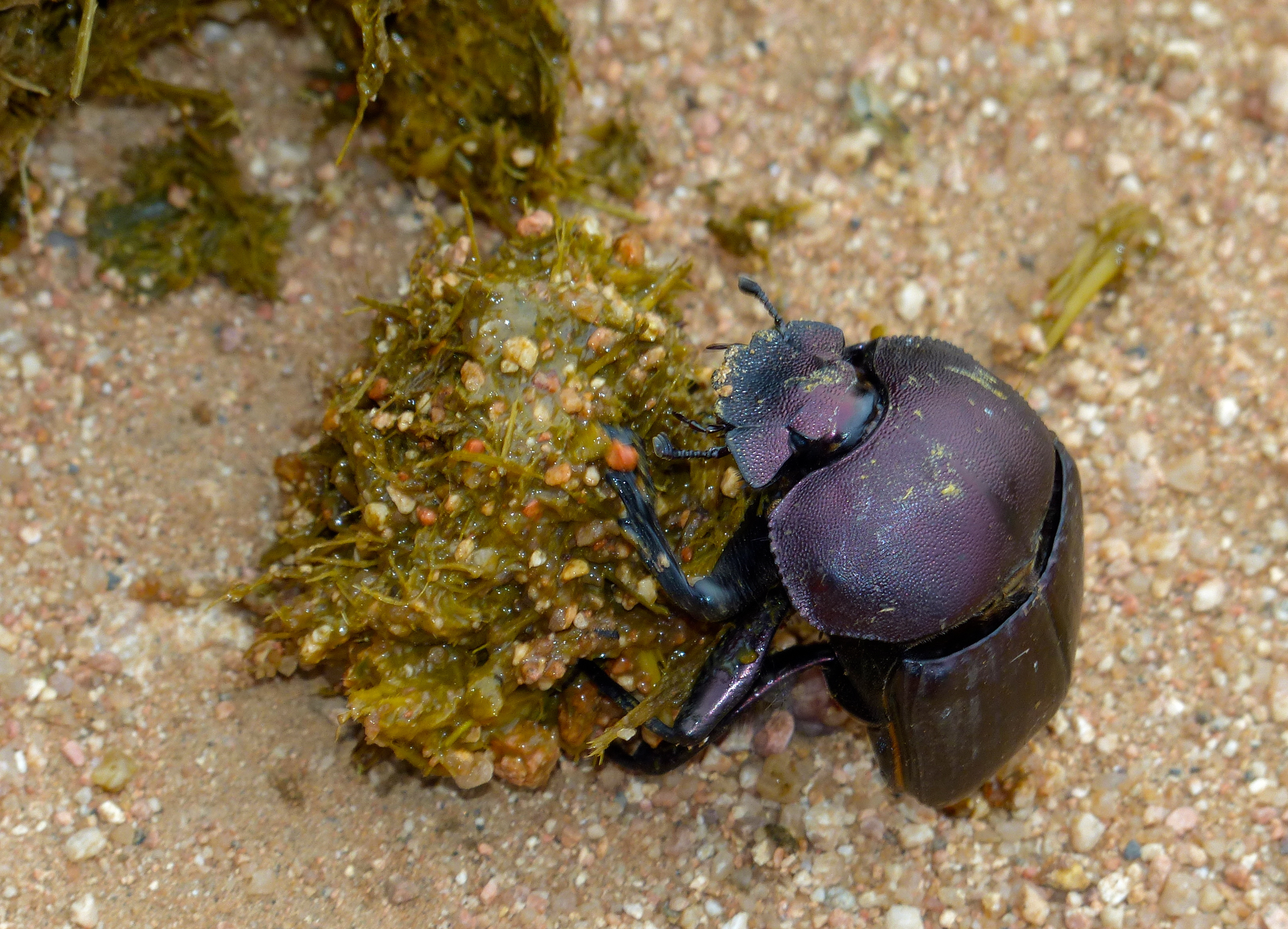
Escaravelho preparando sua bola de esterco

A grande maioria das espécies de Scarabaeinae se alimentam exclusivamente ou principalmente de fezes, em especial de grandes mamíferos como ruminantes e carnívoros, além de roedores, primatas (incluindo humanos), entre outros. Casos exóticos de coprofagia são algumas espécies de pequenos besouros do esterco que vivem literalmente sobre os corpos de animais, se alimentando das fezes que ficam grudadas em seus pêlos. Exemplos desse caso são espécies de Uroxys e Thichillum que vivem no pêlo de preguiças Bradypus e  espécies de Macropocopris, que vivem em cangurus e wallabis.
No entanto, um número considerável de espécies também se alimentam de animais mortos em decomposição. Esse hábito alimentar ocorre bastante em espécies que vivem nas florestas da América do Sul, já que nesse tipo de ambiente fezes de grandes mamíferos são mais raras de encontrar.

Por fim, um número reduzido de espécies apresentam outros hábitos alimentares, em alguns casos bastante exóticos. Algumas podem se alimentar de fungos, outras de frutas e matéria orgânica vegetal em decomposição (como lixo vegetal dentro de ninhos de formigas saúva) e outras são predadoras de artrópodes, como diplópodos. 

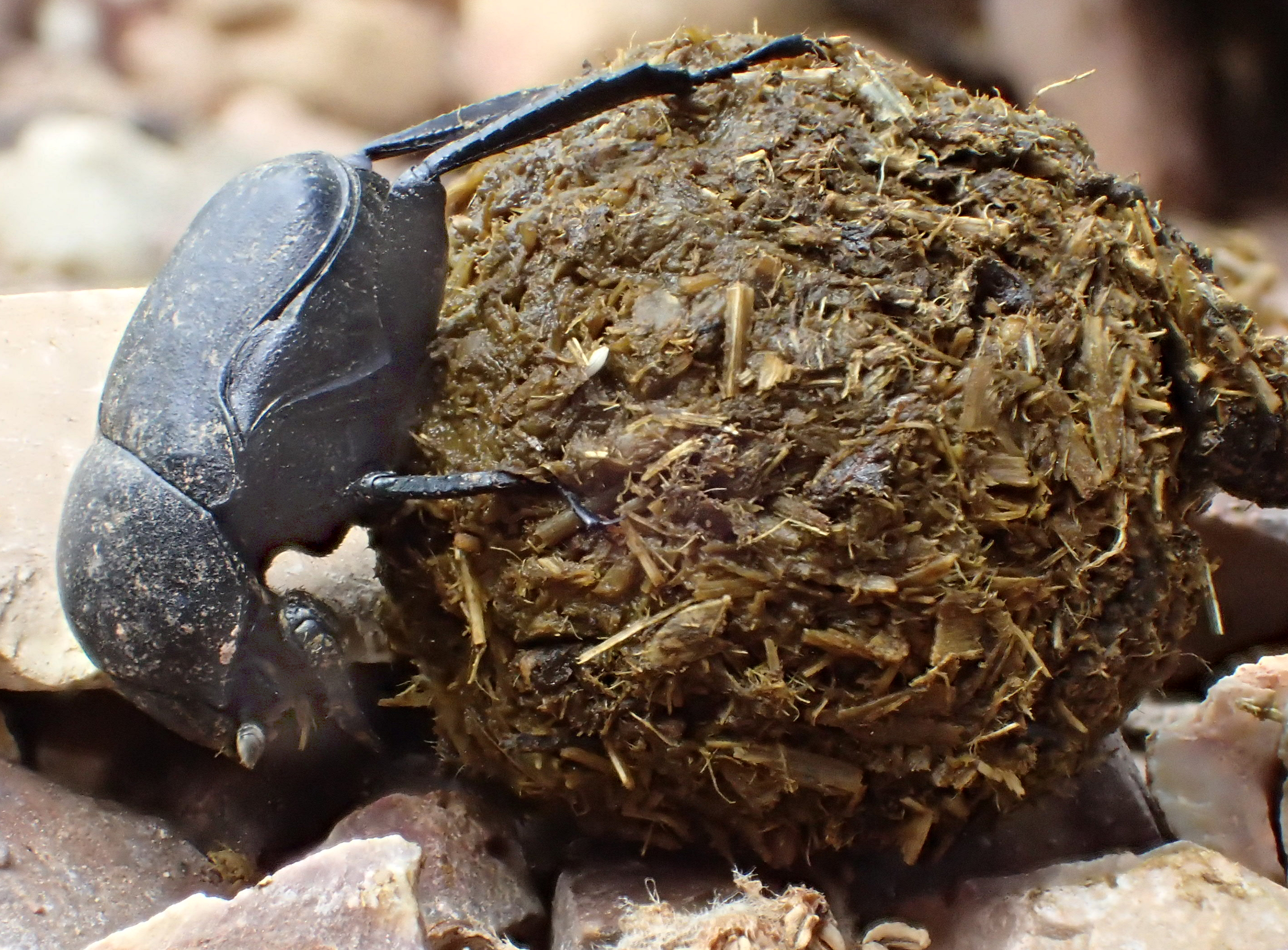
Hábito mais comum em Scarabaeinae, de se alimentar de fezes
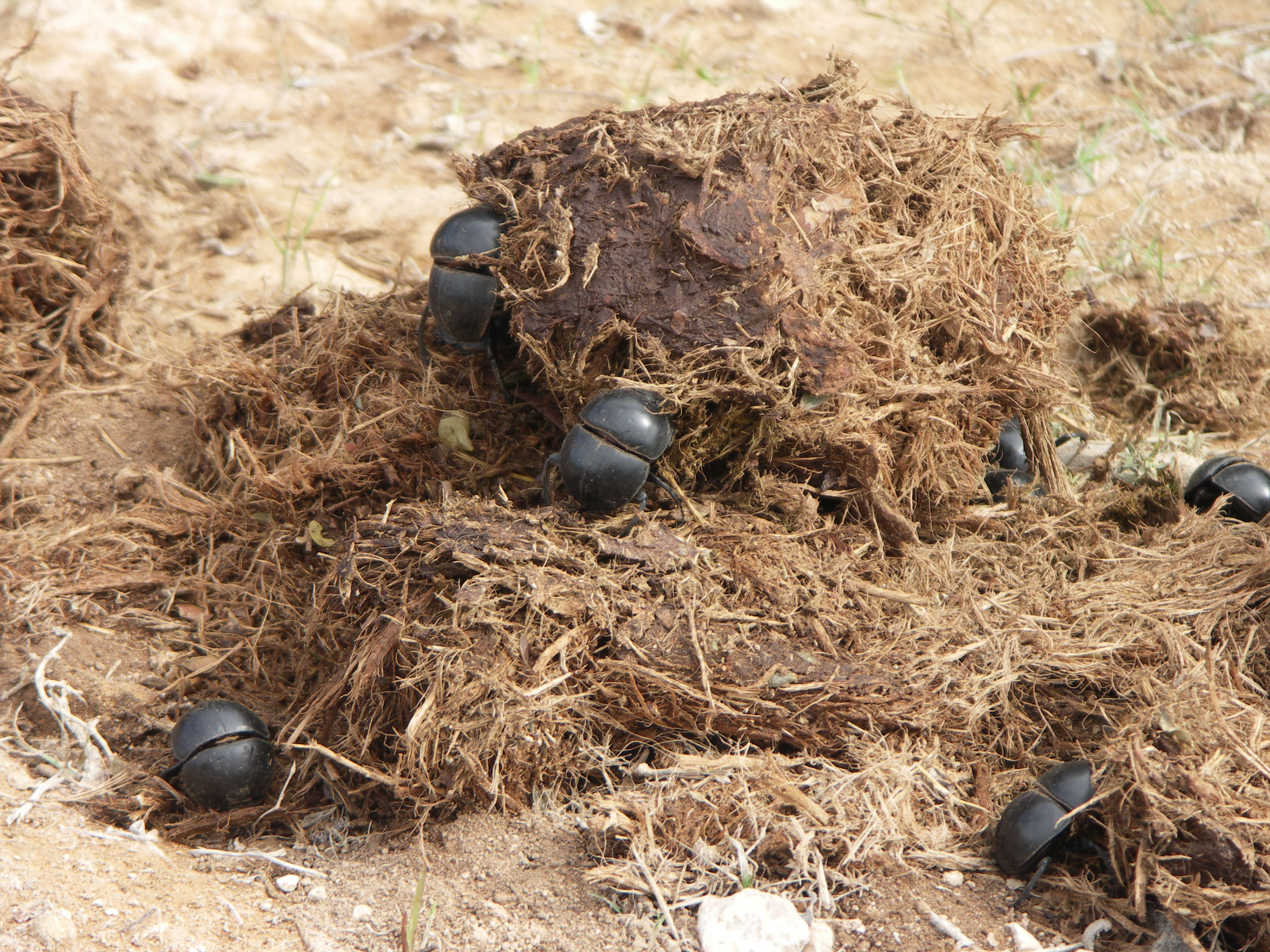
Escarabaeinae se alimentando de fezes de elefante.
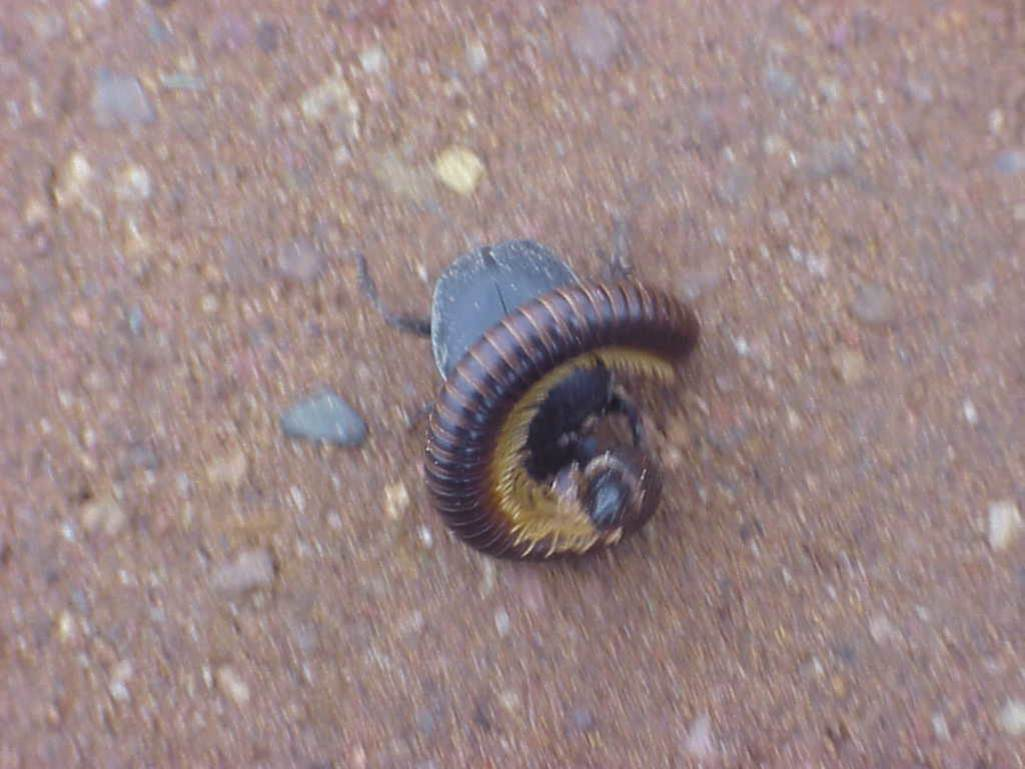
Espécie de Scarabaeinae especializada em predar centopéias, do gênero Sceliages.
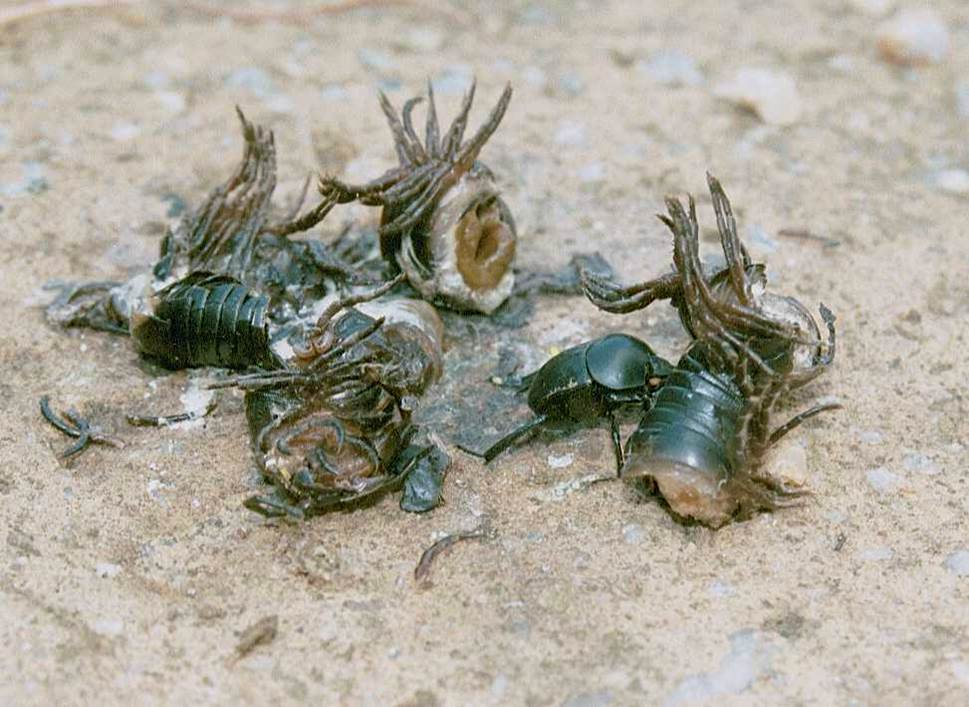
Espécie de Scarabaeinae especializada em predar centopéias, do gênero Sceliages.
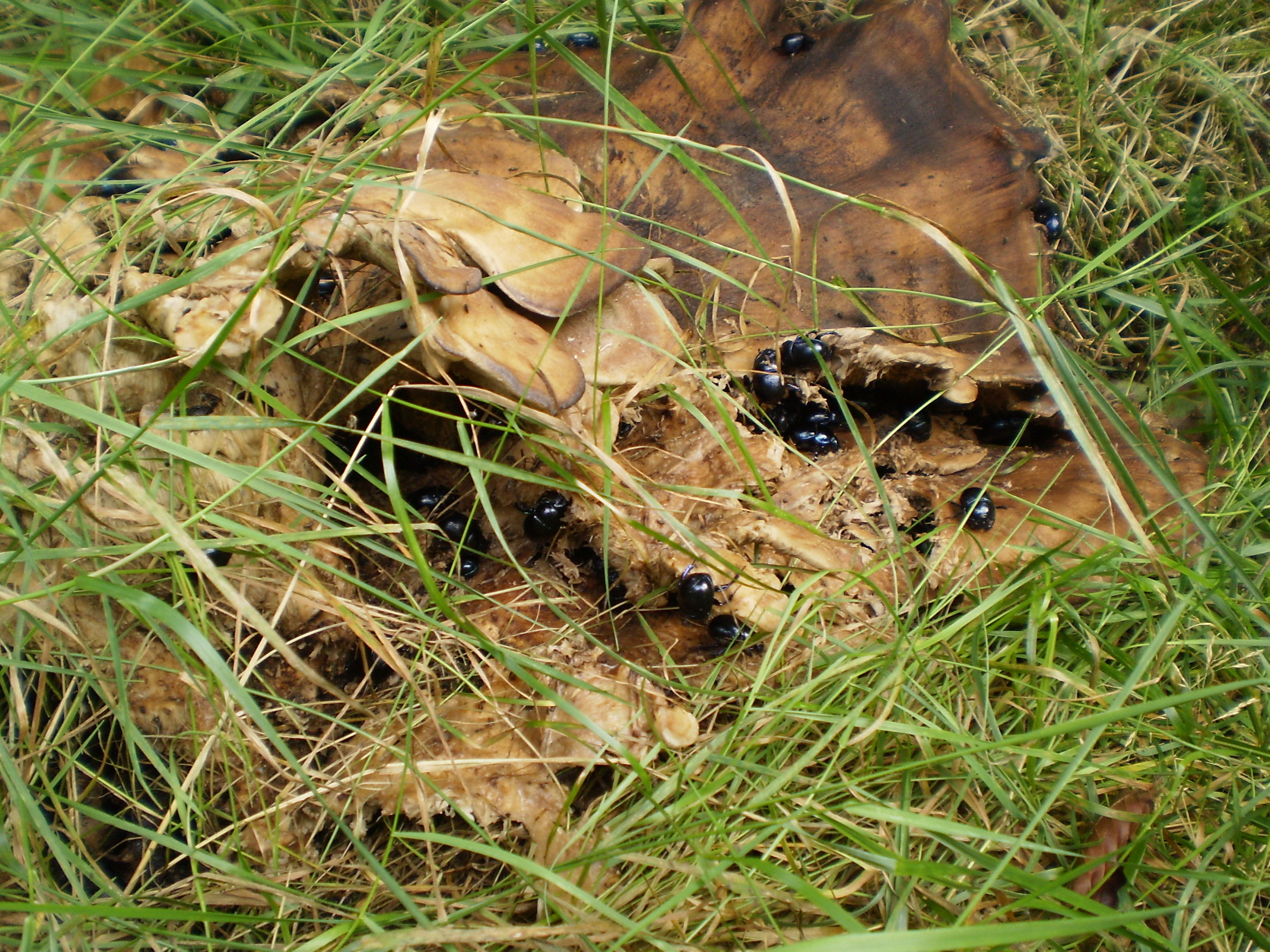
Scarabaeinae se alimentando de fungo orelha-de-pau.

## Importância Ecológica

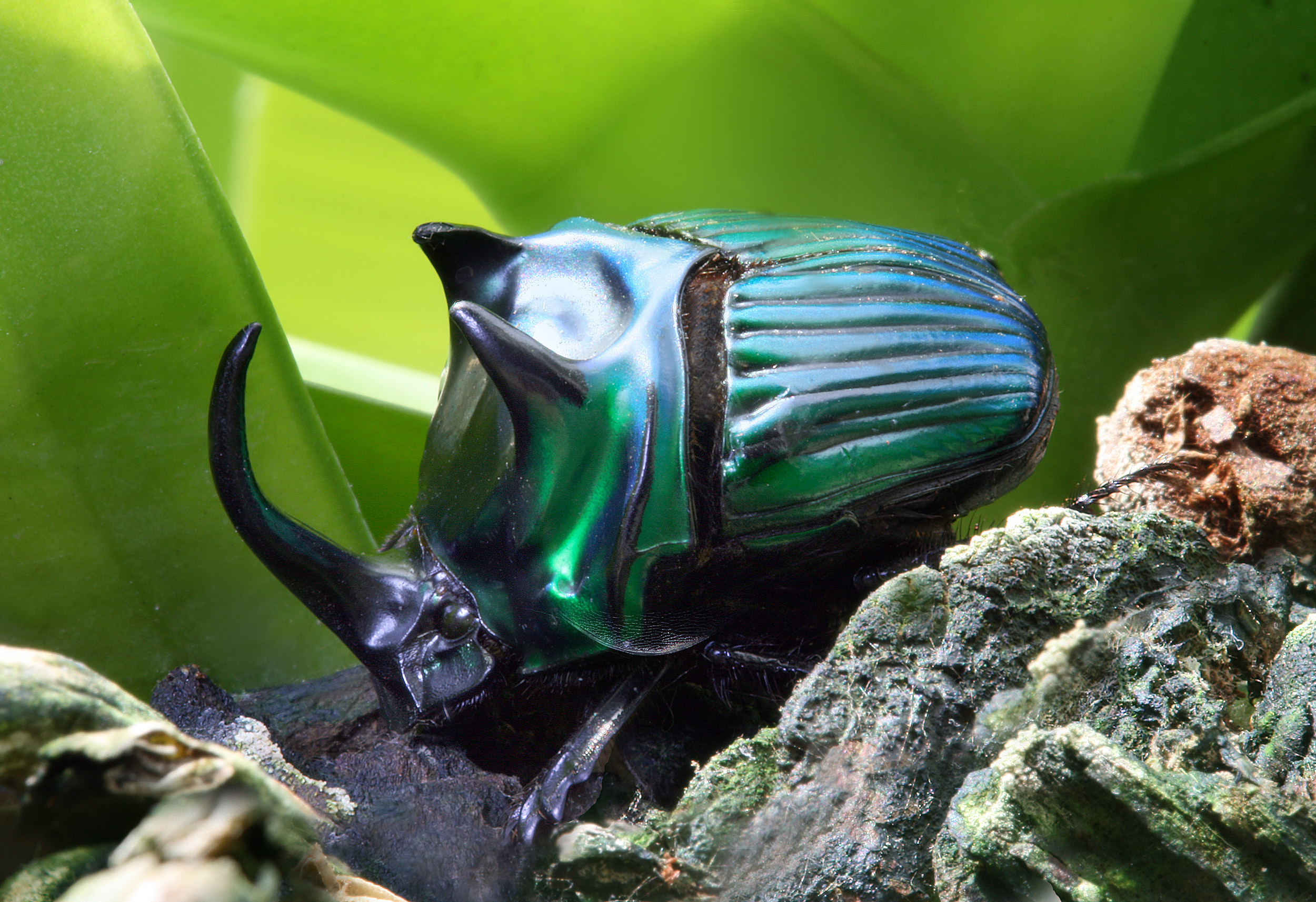
Oxysternon conspicillatum

Os besouros do esterco tem grande importância ecológica, pois graças aos seu hábito detritívoro, transportam e contribuem na eliminação de fezes e carcaças da natureza, funcionando como espécies dispersoras e recicladoras de nutrientes nos ecossistemas. Dessa forma, são benéficos para a agricultura e pecuária, sendo que devido seus hábitos alimentares também atuam como controle biológico de pragas de rebanhos, pois são inimigos naturais de moscas parasitas de rebanhos (como a mosca-do-chifre), já que consomem as fezes que serviriam de alimento para as moscas se reproduzirem. A espécie Ontophagus gazella tem sido utilizada amplamente para esse fim, introduzida em várias partes do mundo, incluindo Brasil.
Recentemente, pesquisadores biólogos também tem utilizado os Scarabaeinae para avaliar o grau de conservação e impacto humano em diferentes ecossistemas, pois são boas espécies bio-indicadoras.

## Hábitos
O nome besouro do esterco se origina do hábito de rolar bolas de fezes, muito comum nas espécies coprófagas de Scarabaeinae. Tal comportamento ocorre porque muitas espécies, ao encontrar as fezes que são seu alimento, separam um parte das fezes e a transportam para locais mais distantes e protegidos (como buracos cavados pelo próprio besouro), onde podem colocar em segurança seus ovos, cujas larvas nascidas se alimentarão das fezes.
Dependendo das espécies, o besouro do esterco pode utilizar para confeccionar e transportar as bolas de fezes suas patas dianteiras, traseiras ou a cabeça. Há espécies também que não rolam fezes e que se alimentam e colocam seus ovos no próprio local onde estão as fezes. Outras porém, podem carregar as fezes por grandes distâncias.

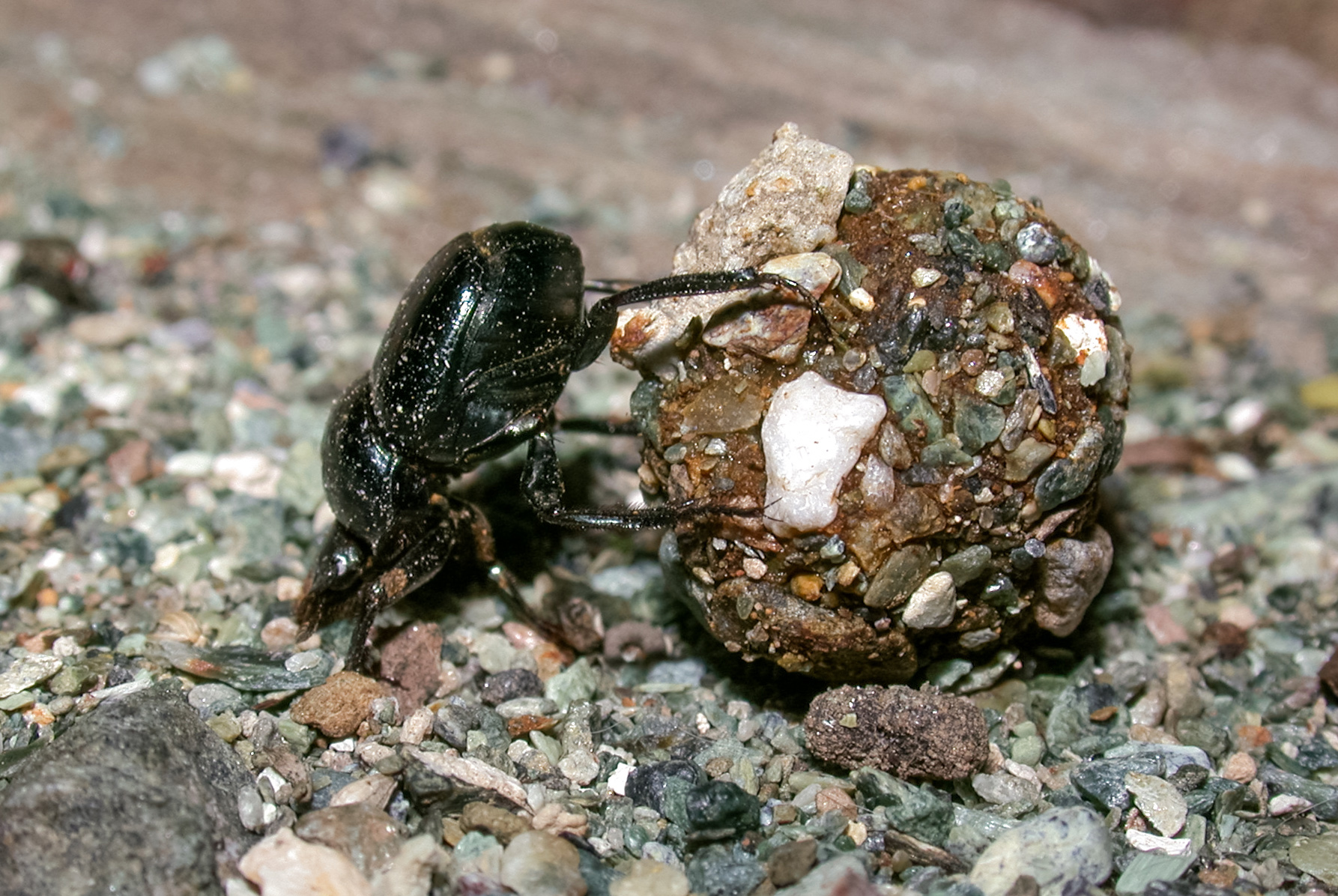
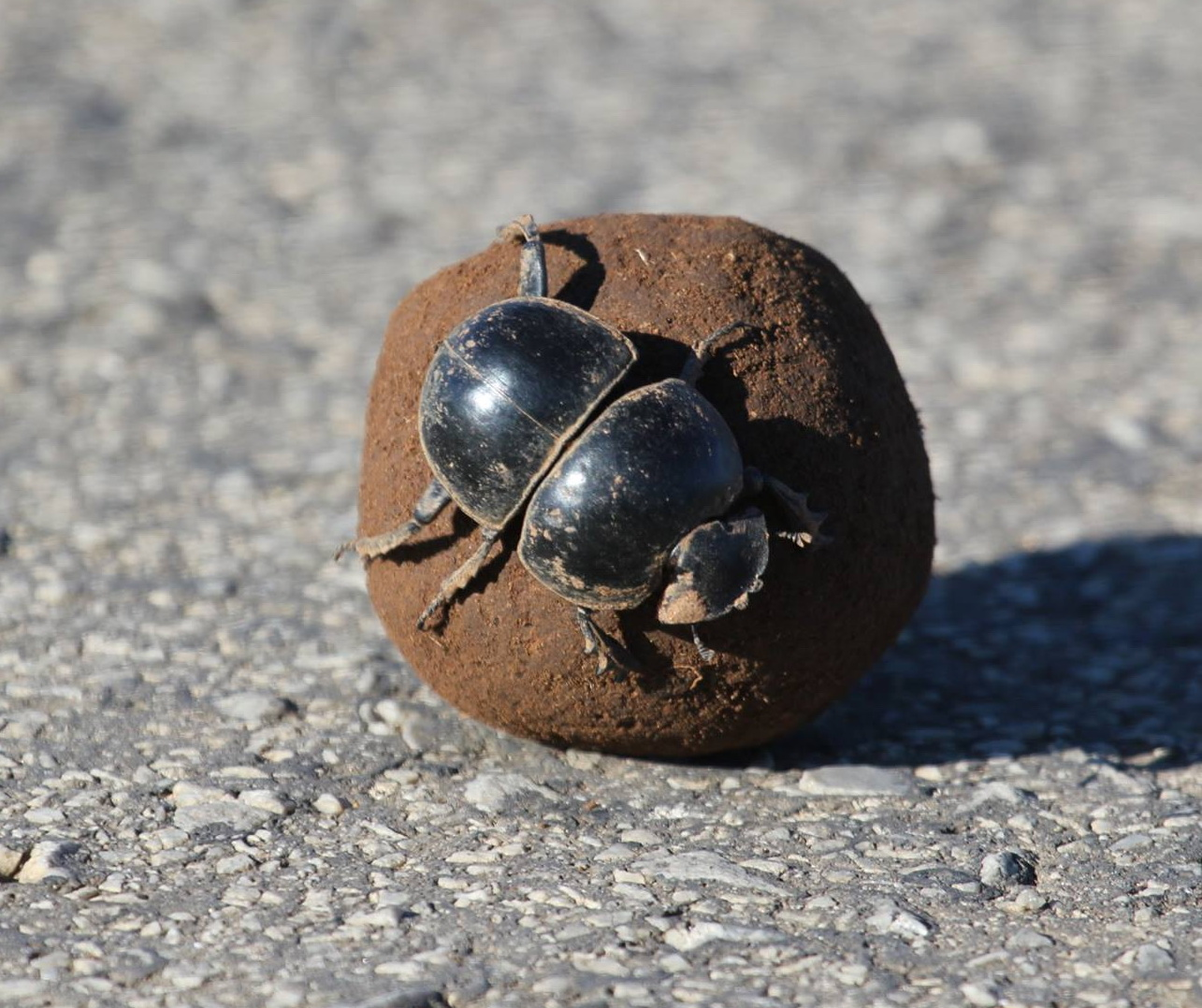
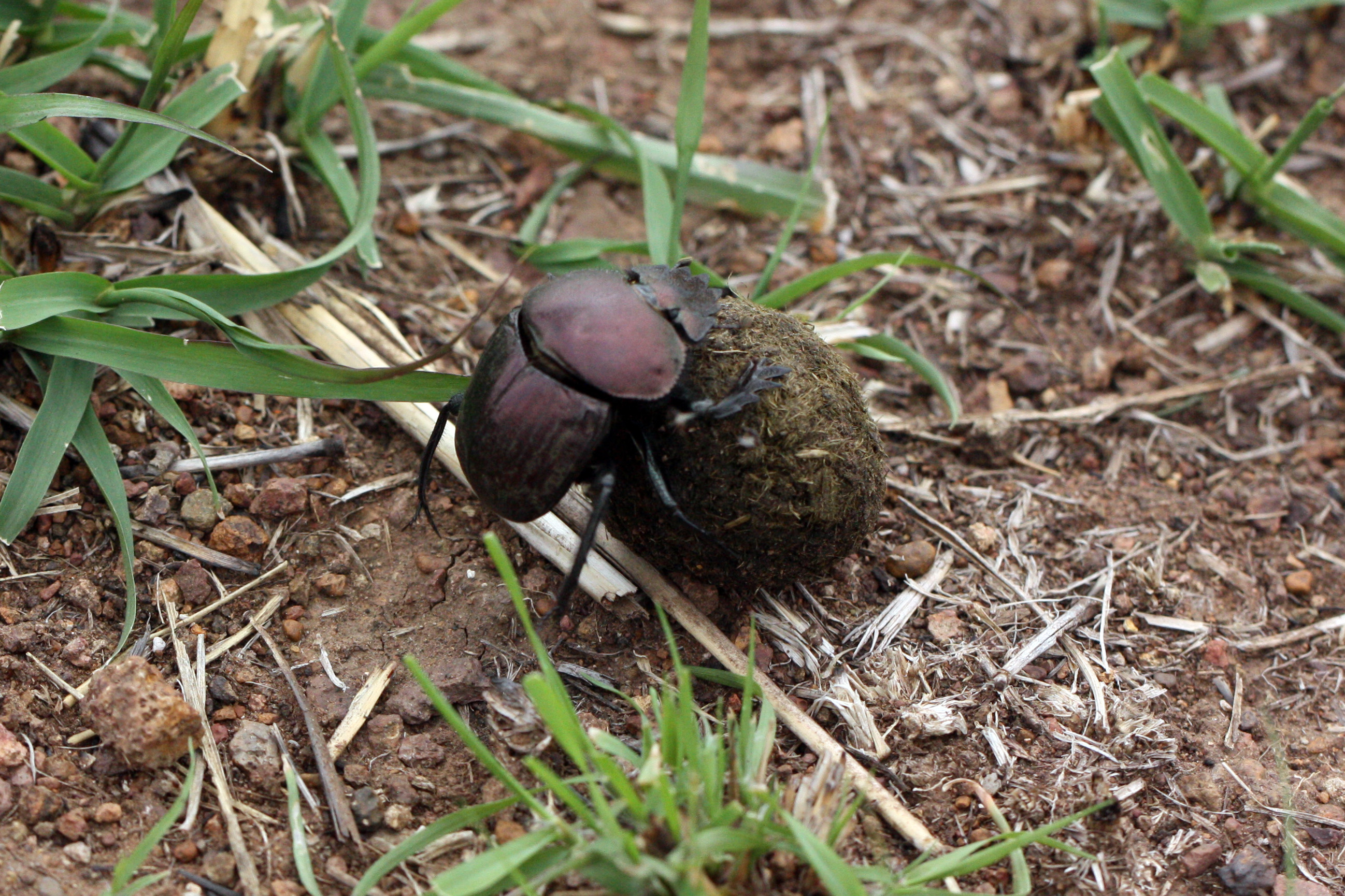
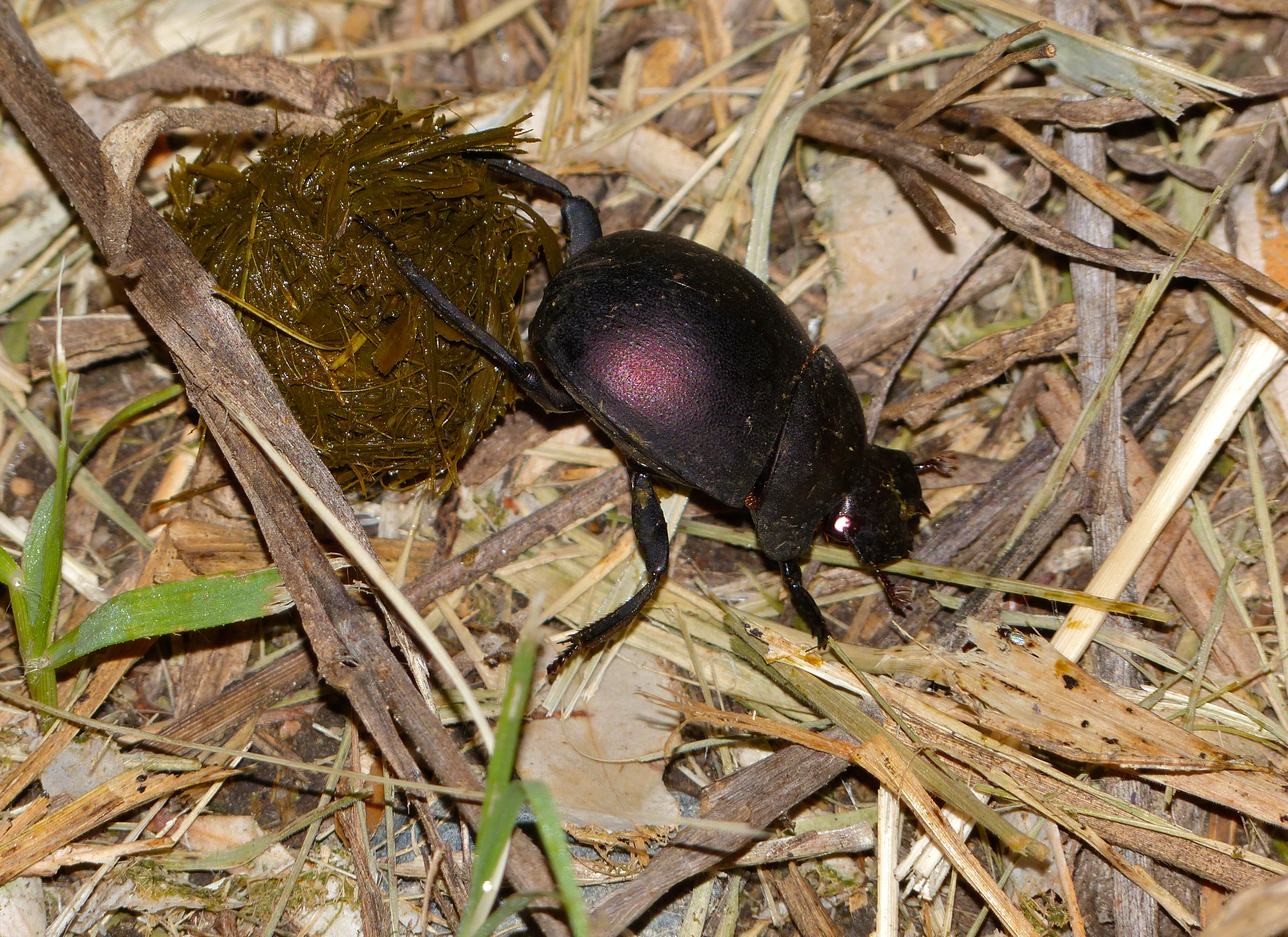
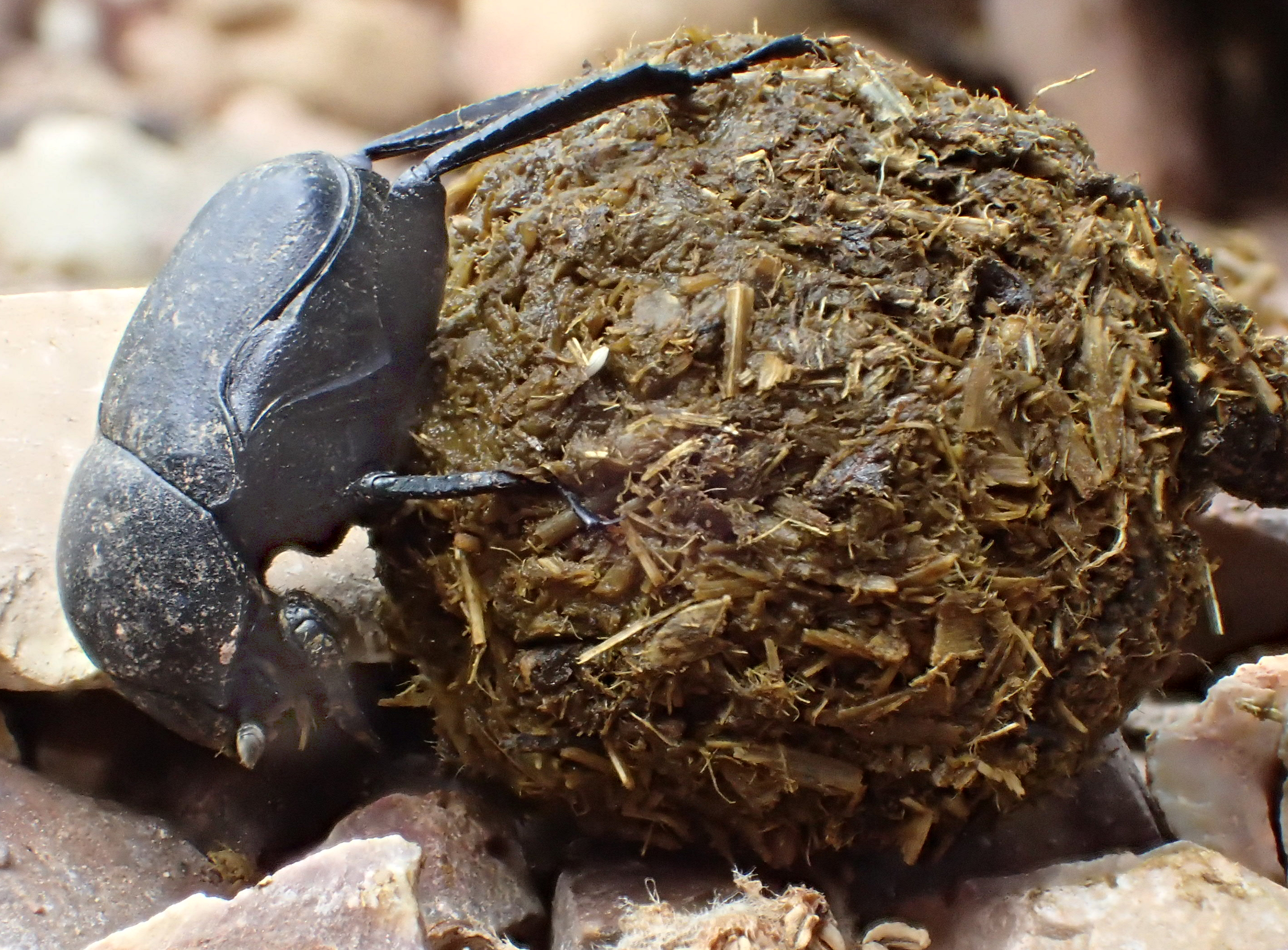

## Classificação
Os diferentes grupos de escarabeíneos se dividem em grupos chamados "tribos", cada um com diferentes características. Outro detalhe, é que uma minoria de cientistas classifica Scarabaeinae não como uma subfamilia, mas sim como uma família à parte, denominada "Scarabaeidae Sensu Stricto".

### Espécies comuns
No Brasil espécies bastantes comuns de besouros do esterco podemos citar as dos gêneros: Dichotomius, Canthon, Uroxys e Deltochilum.

### Tribos
- Tribo Ateuchini - Cerca de 20 gêneros, incluindo:
  - Pedaria
  - Sarophorus
  - Uroxys

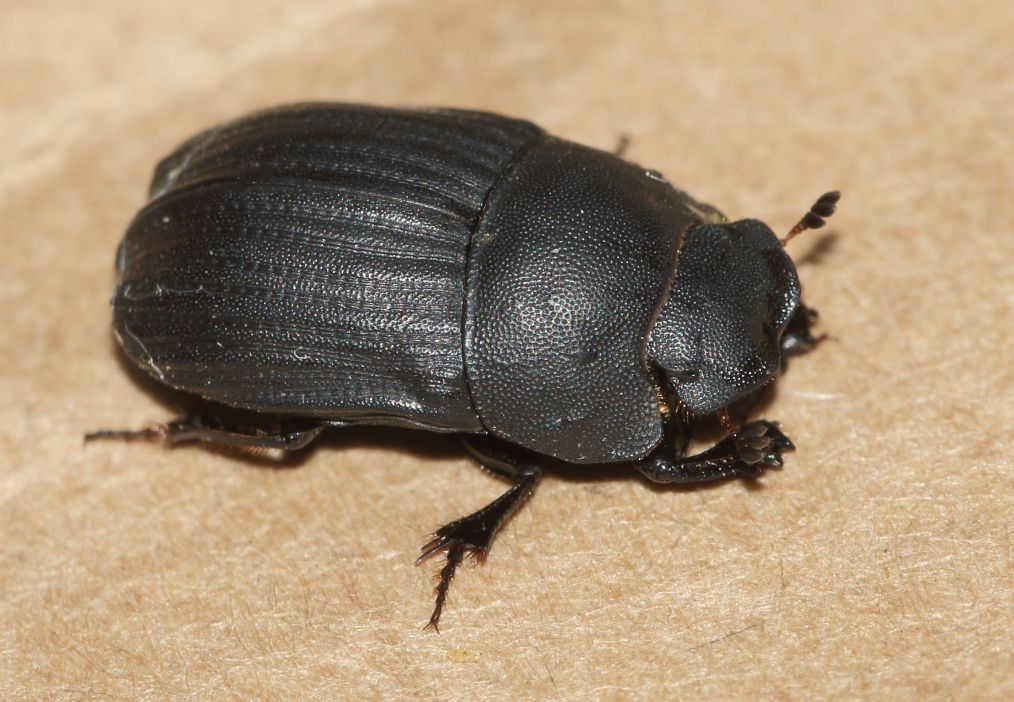
Sarophorus costatus
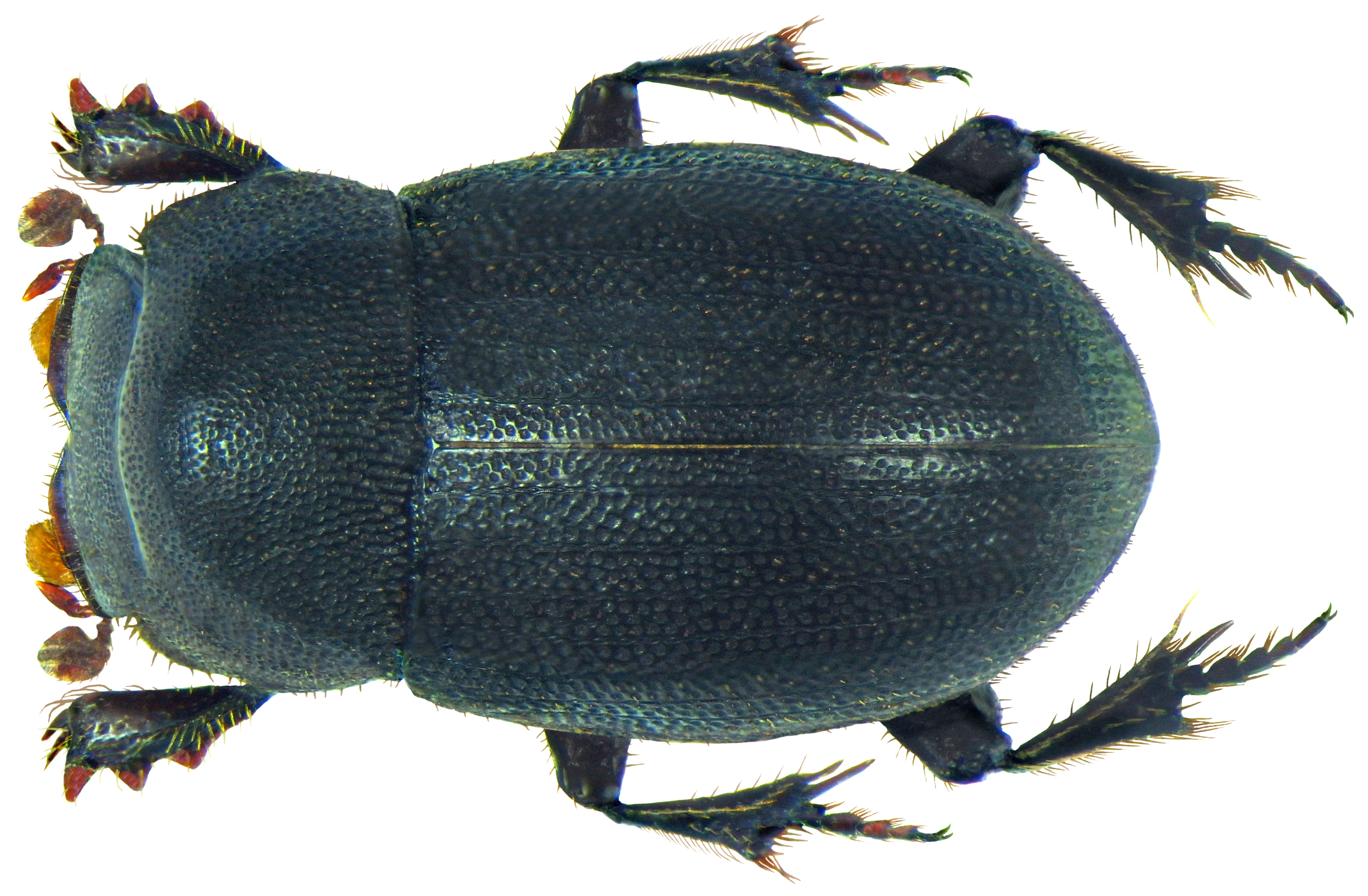
Pedaria nigra

- Tribo Coprini (incl. Dichotomiini) - Cerca de 20 gêneros, incluindo:
  - Copris Geoffroy, 1762
  - Canthidium
  - Dichotomius
  - Heliocopris
  - Metacatharsius

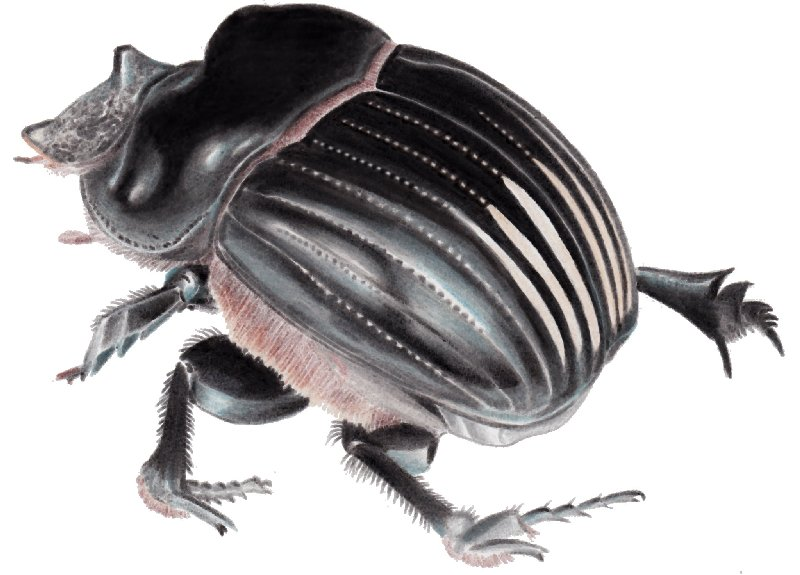
Dichotomius carolinus.
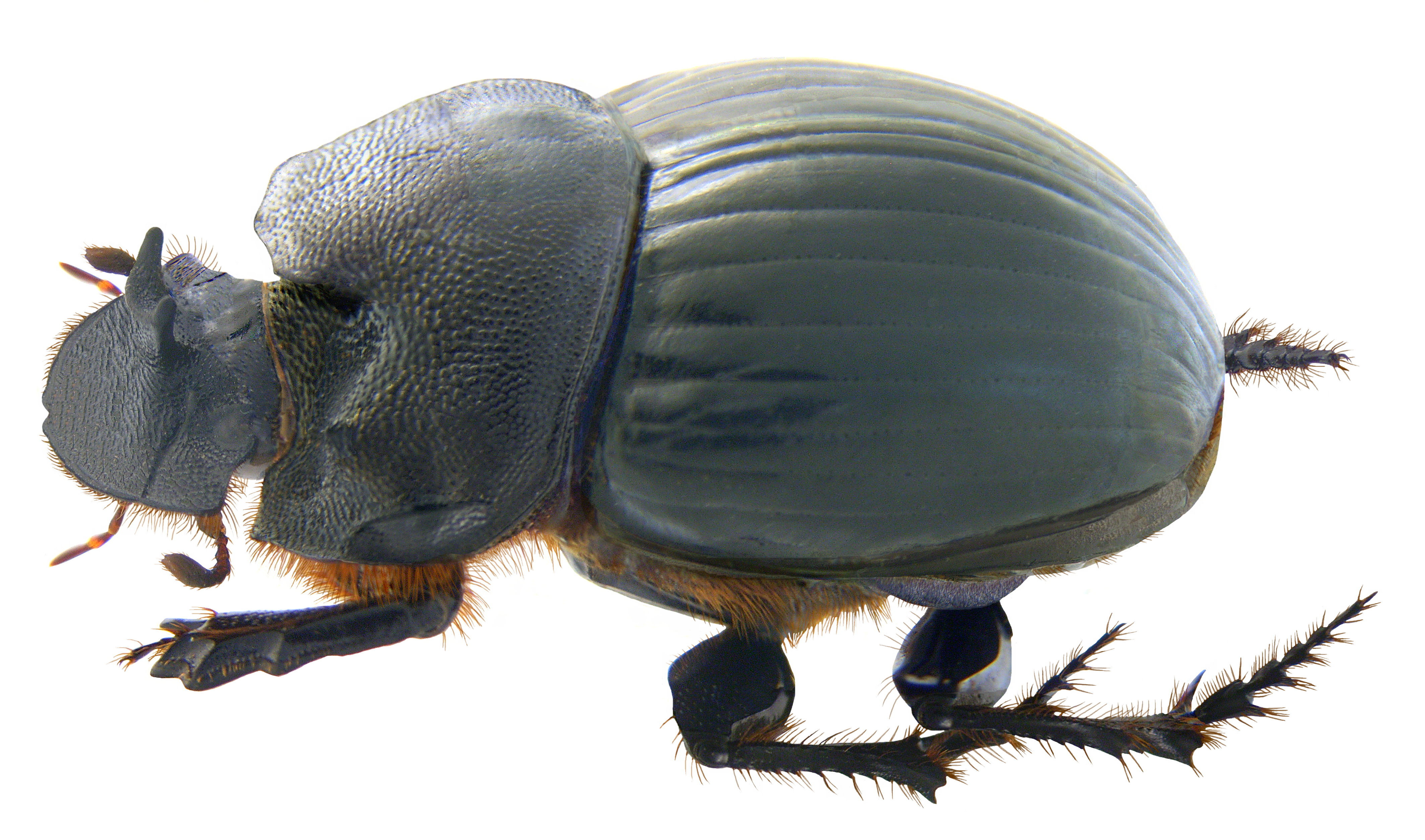
Copris elphenor fêmea
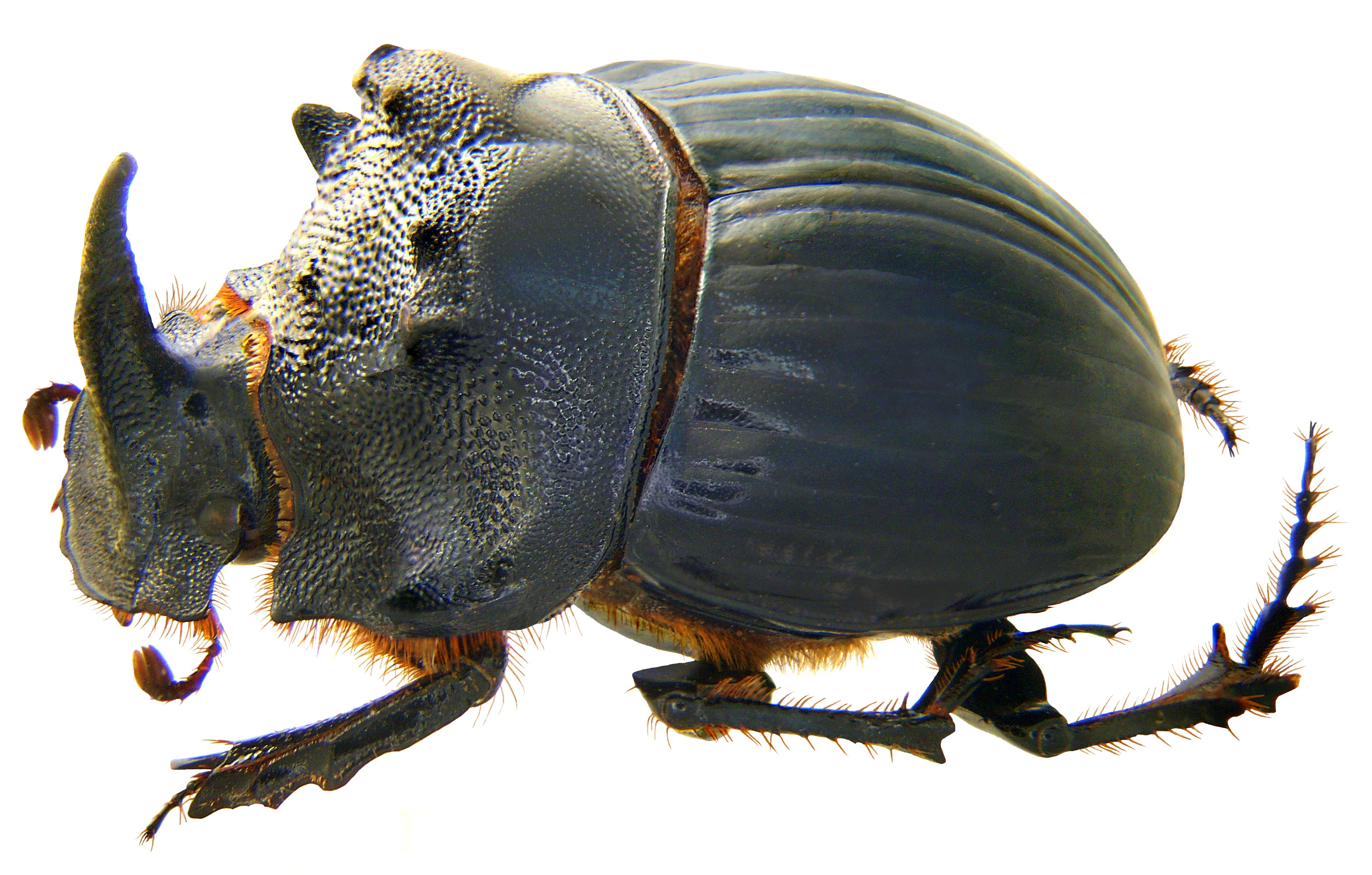
Copris elphenor macho

- Tribo Deltochilini (= Canthonini) - Cerca de 120 gêneros, incluindo:
  - Anachalcos Hope, 1837
  - Canthon Hoffmannsegg, 1817
  - Circellium Latreille, 1825
  - Dicranocara Frolov and Scholtz, 2003
  - Epirinus Reiche, 1841
  - Versicorpus Deschodt Davis and Scholtz, 2011
  - Deltochilum

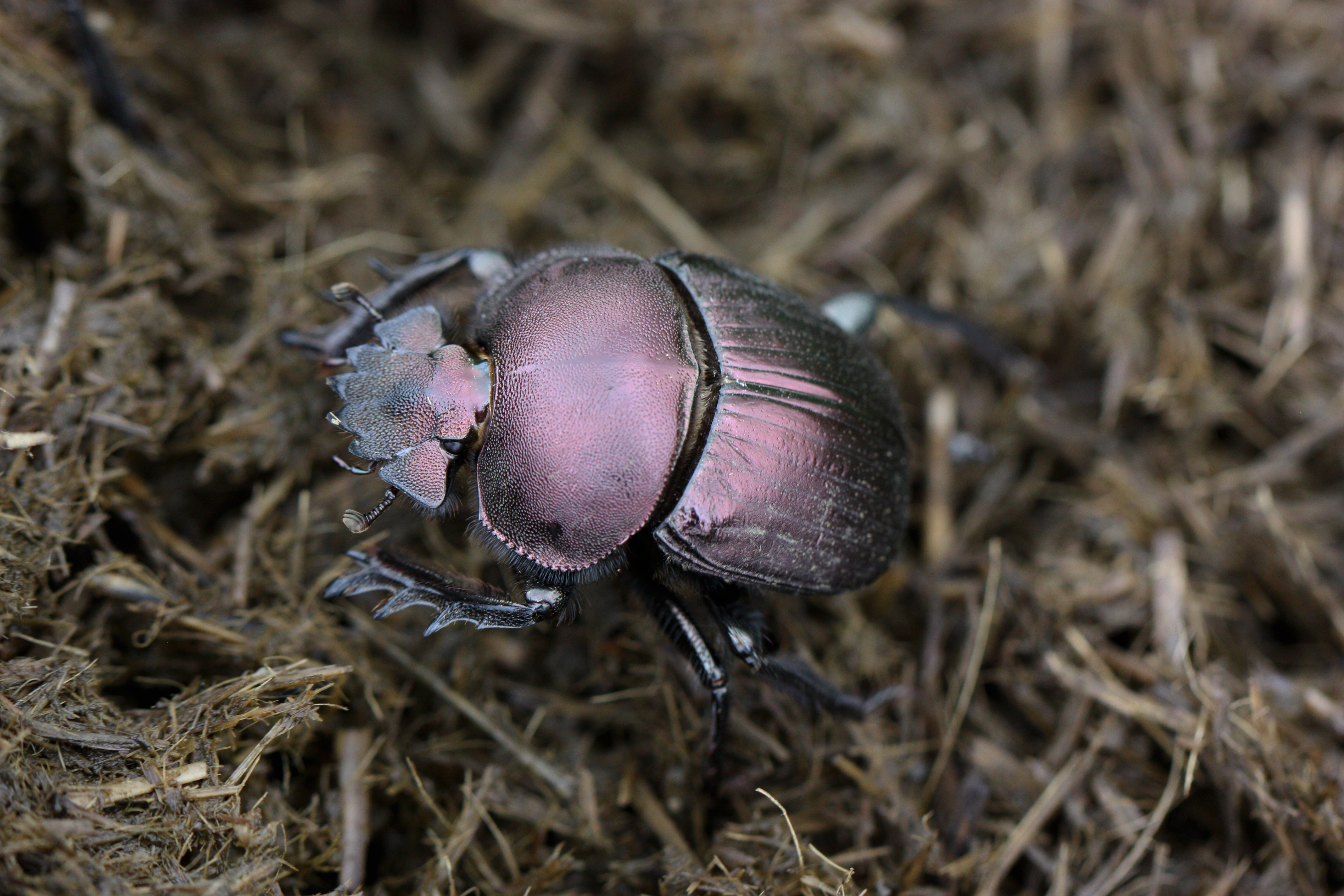
Anachalcos convexus
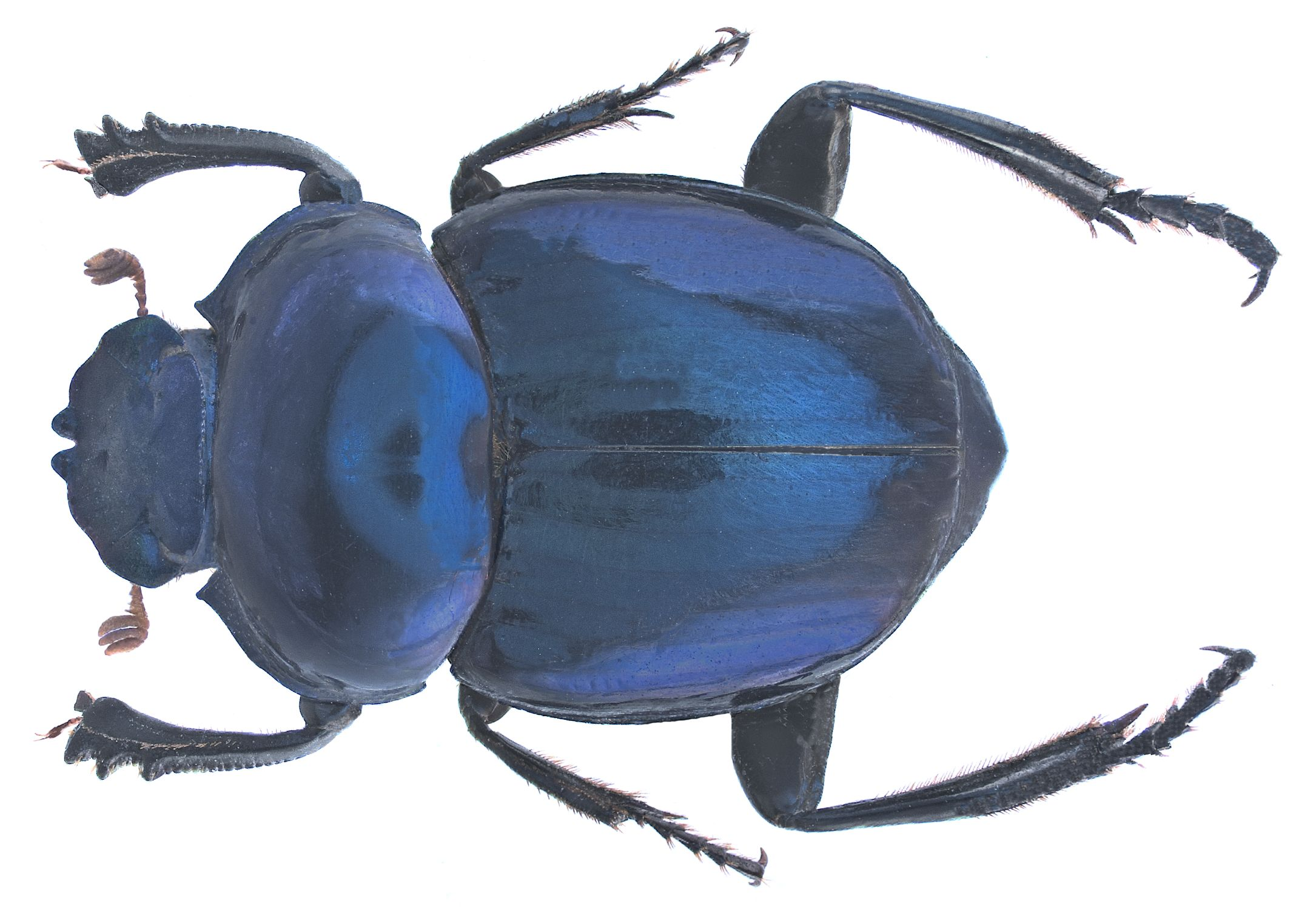
Canthon smaragdulus
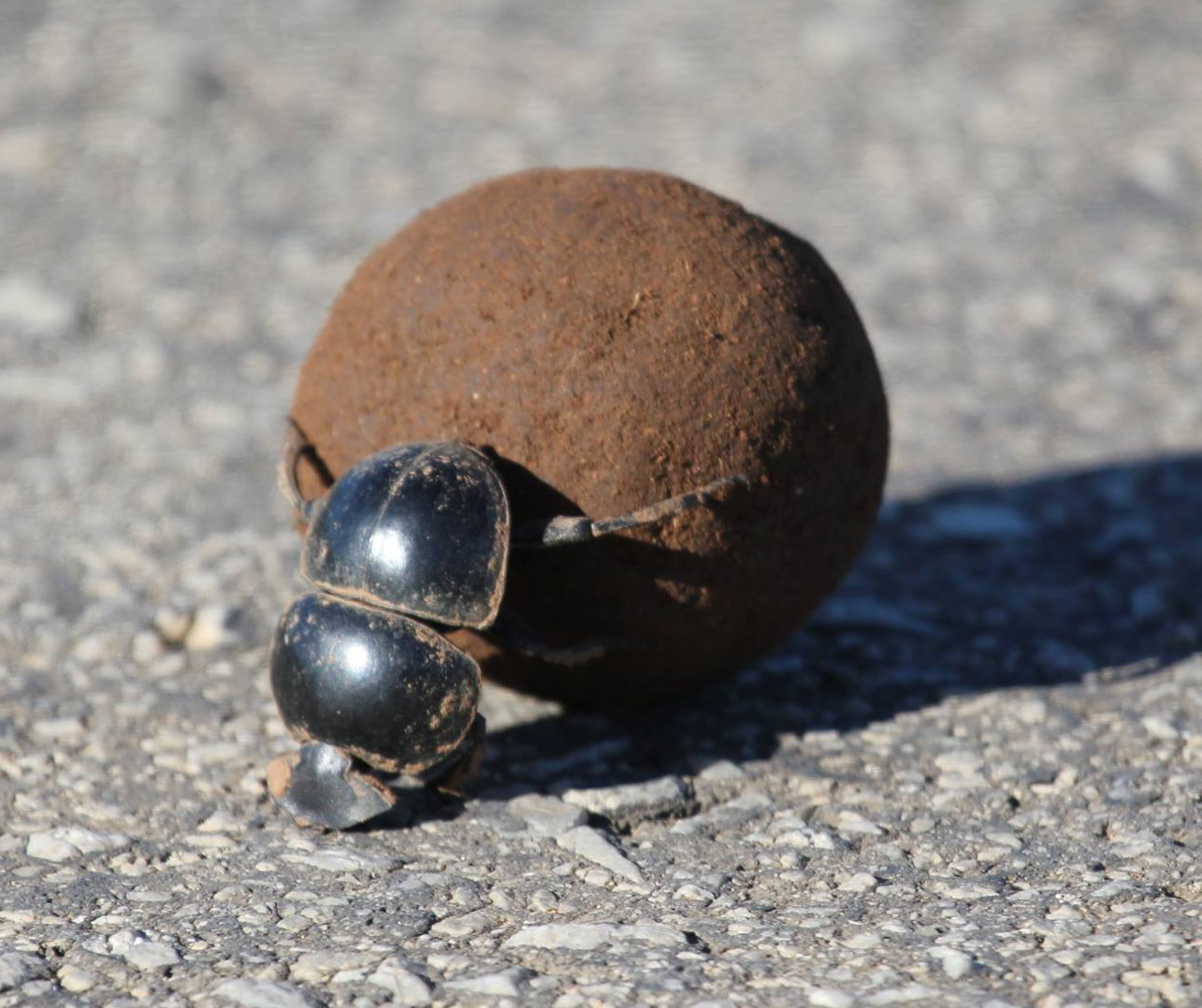
Circellium bacchus
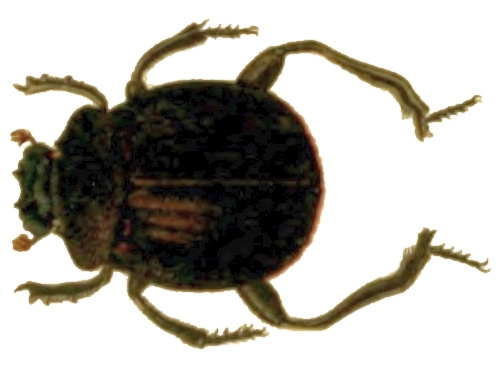
Deltochilum brasiliense
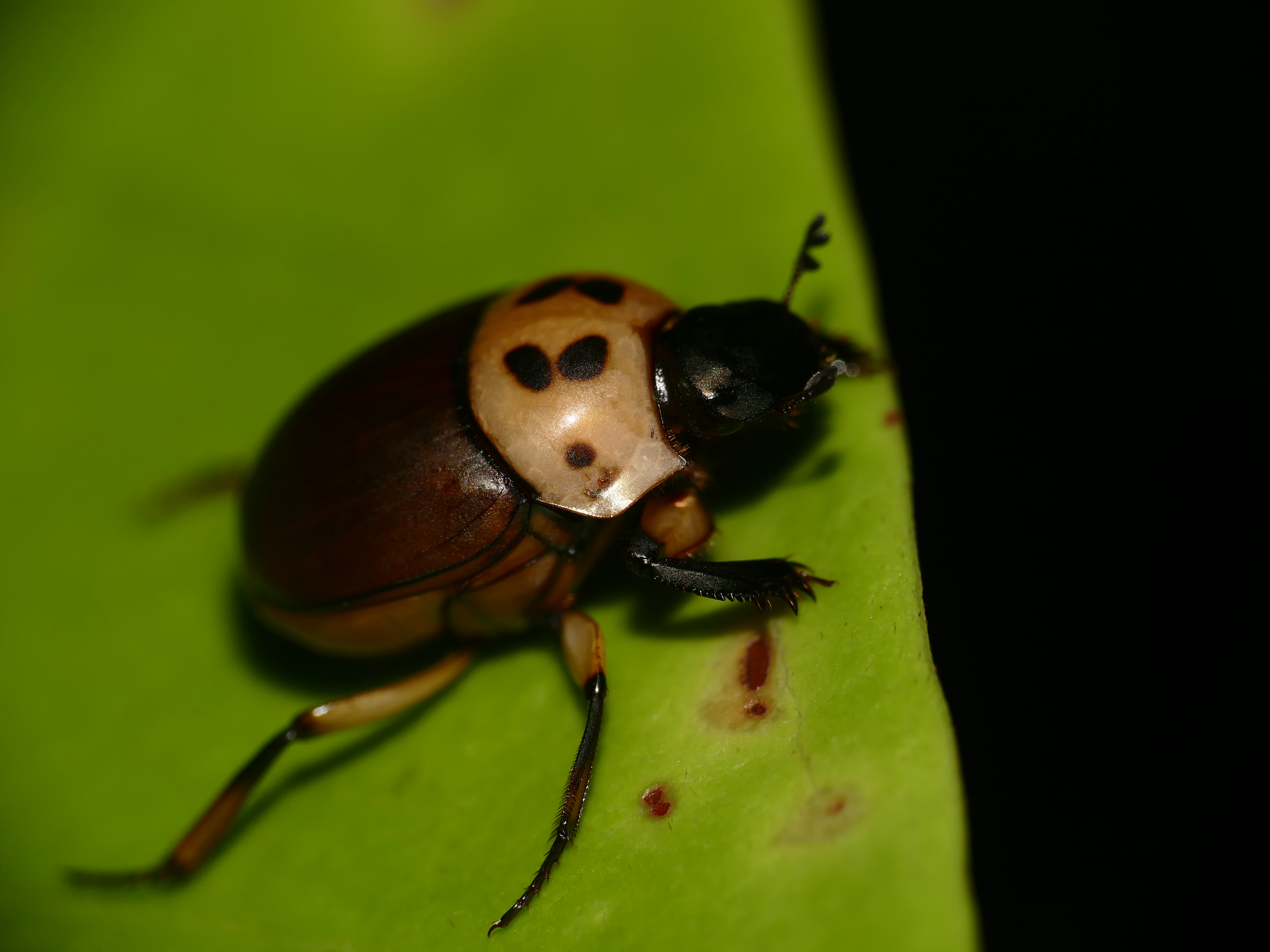
Canthon triangularis

- Tribo Phanaeini - Presente apenas nas Américas tropicais. Tem cerca de 160 espécies e 12 gêneros.[6]

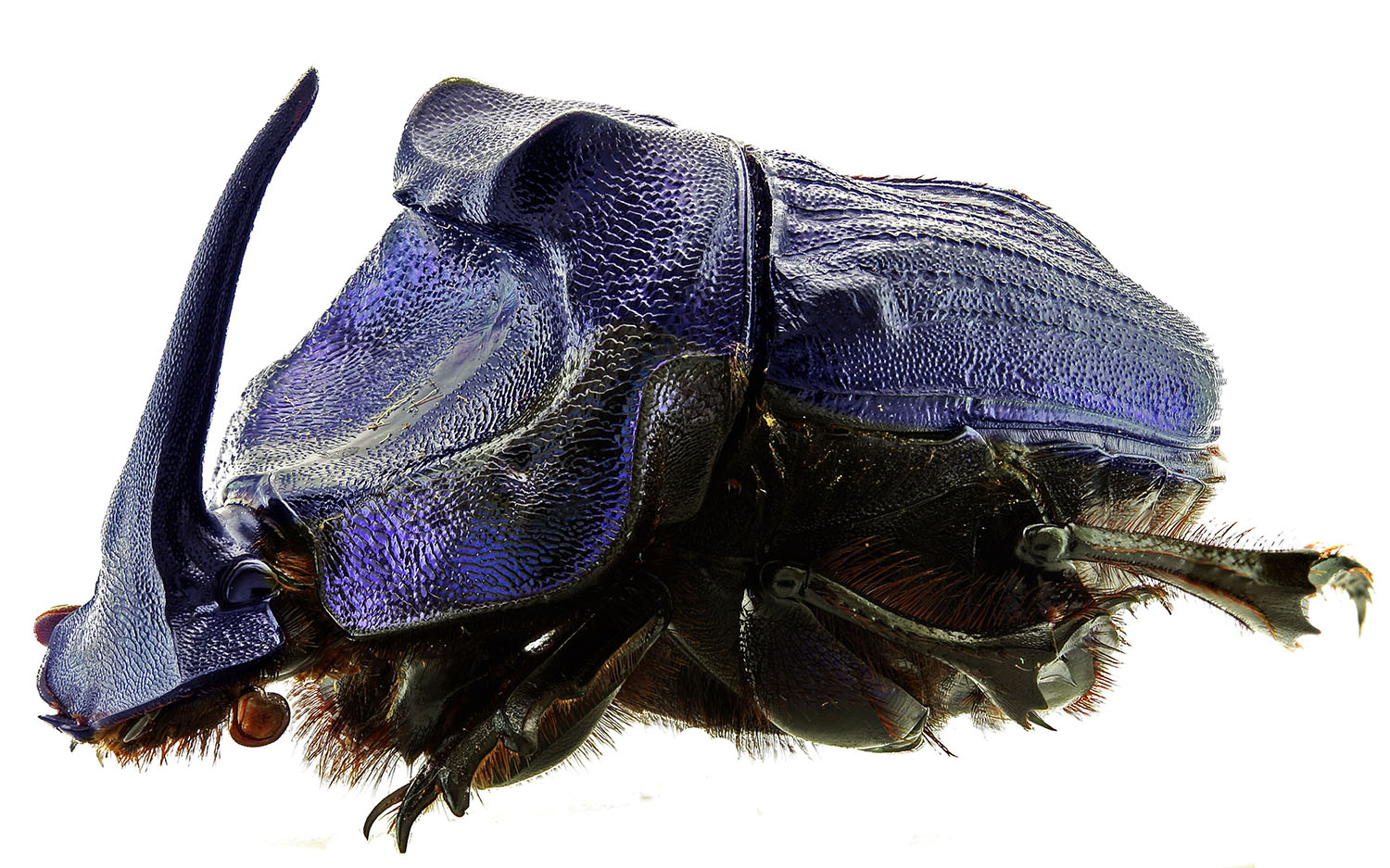
Coprophanaeus lancifer
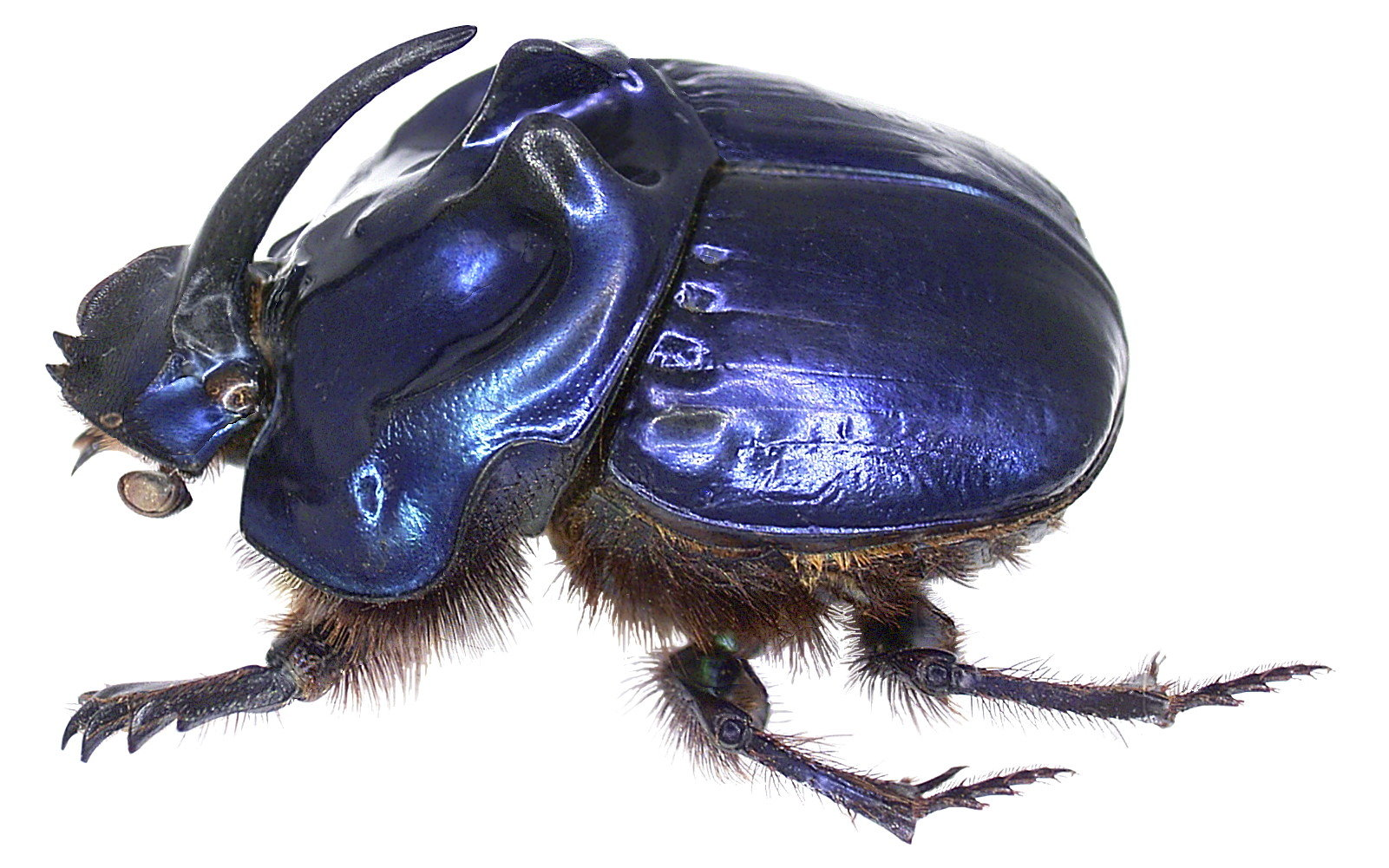
Coprophanaeus saphirinus
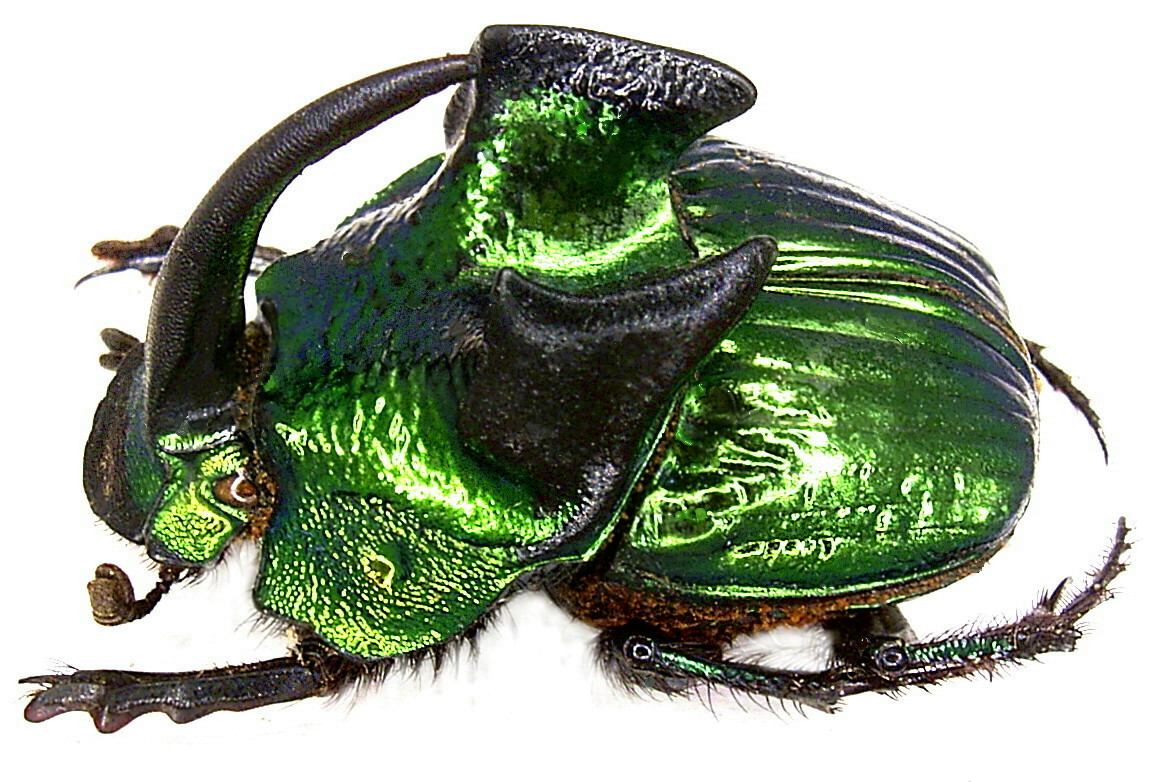
Phanaeus demon
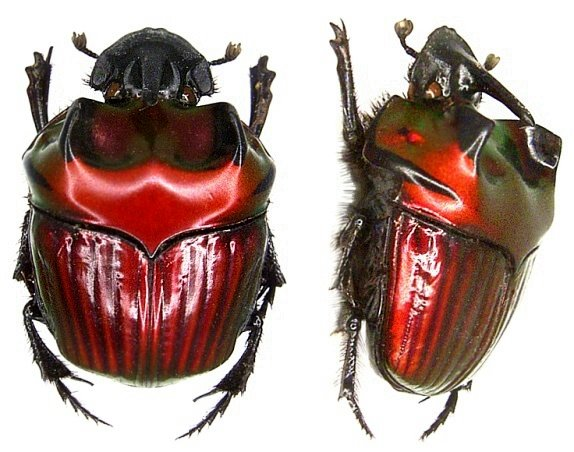
Oxysternon festivum

  - Phanaeus
  - Oxysternum
  - Coprophanaeus
  - Sulcophanaeus    - Coprophanaeus lancifer
    - Coprophanaeus saphirinus
    - Phanaeus demon
    - Oxysternon festivum
- Tribo Oniticellini
  - Eurysternus
  - Liatongus    - Liatongus militaris

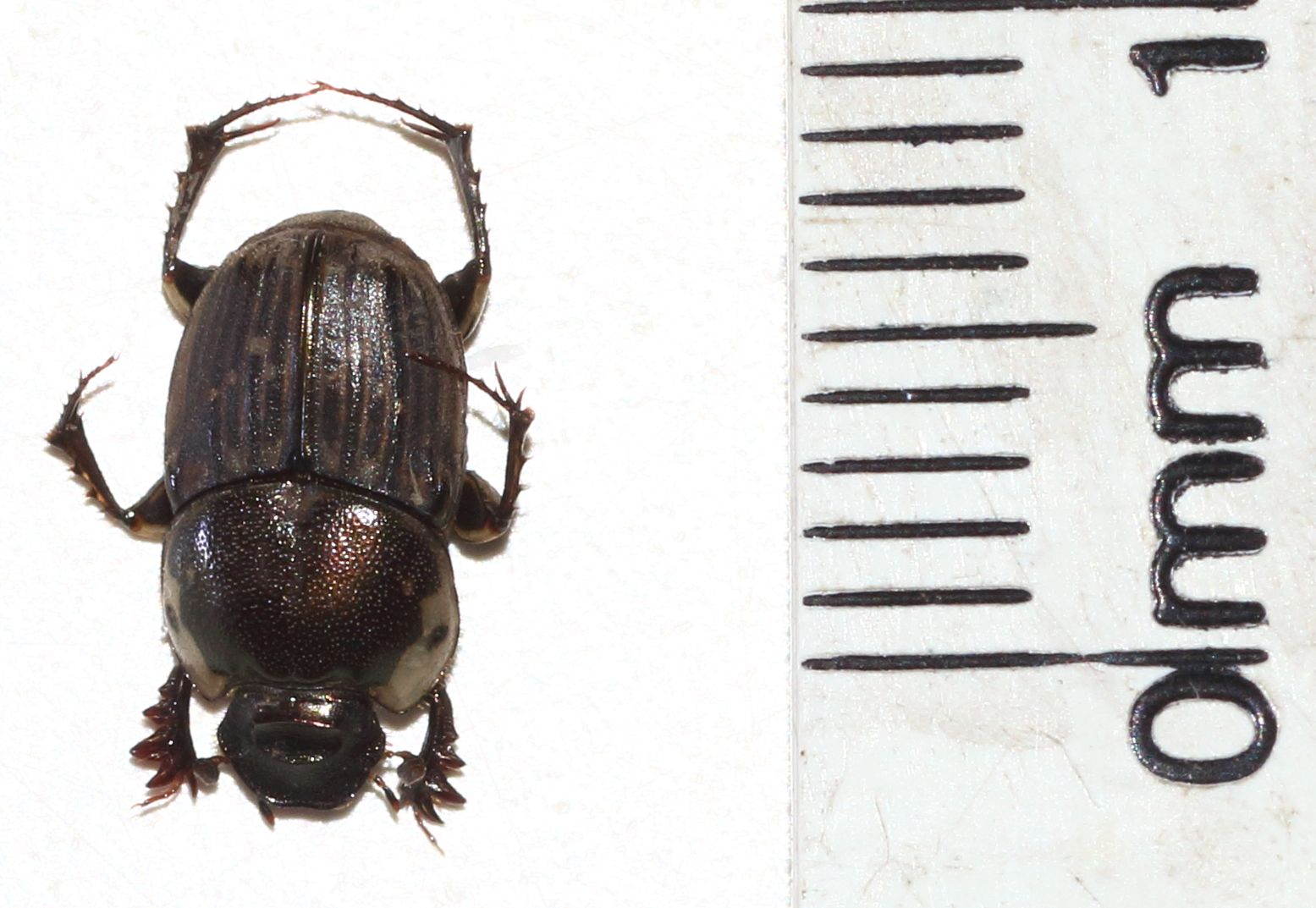
Liatongus militaris

- Tribo Onthophagini - Cerca de 40 gêneros, incluindo:
  - Hyalonthophagus
  - Onthophagus
  - Proagoderus

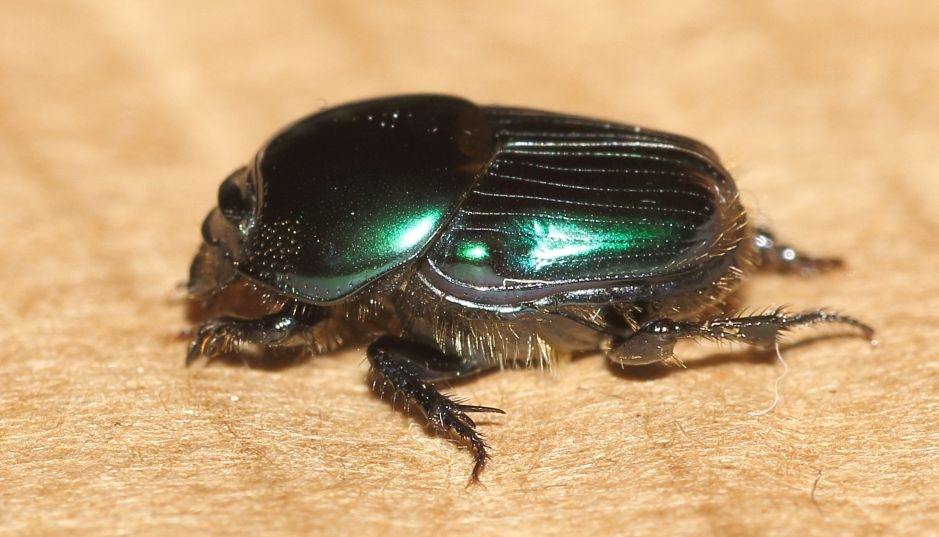
Hyalonthophagus alcyonides
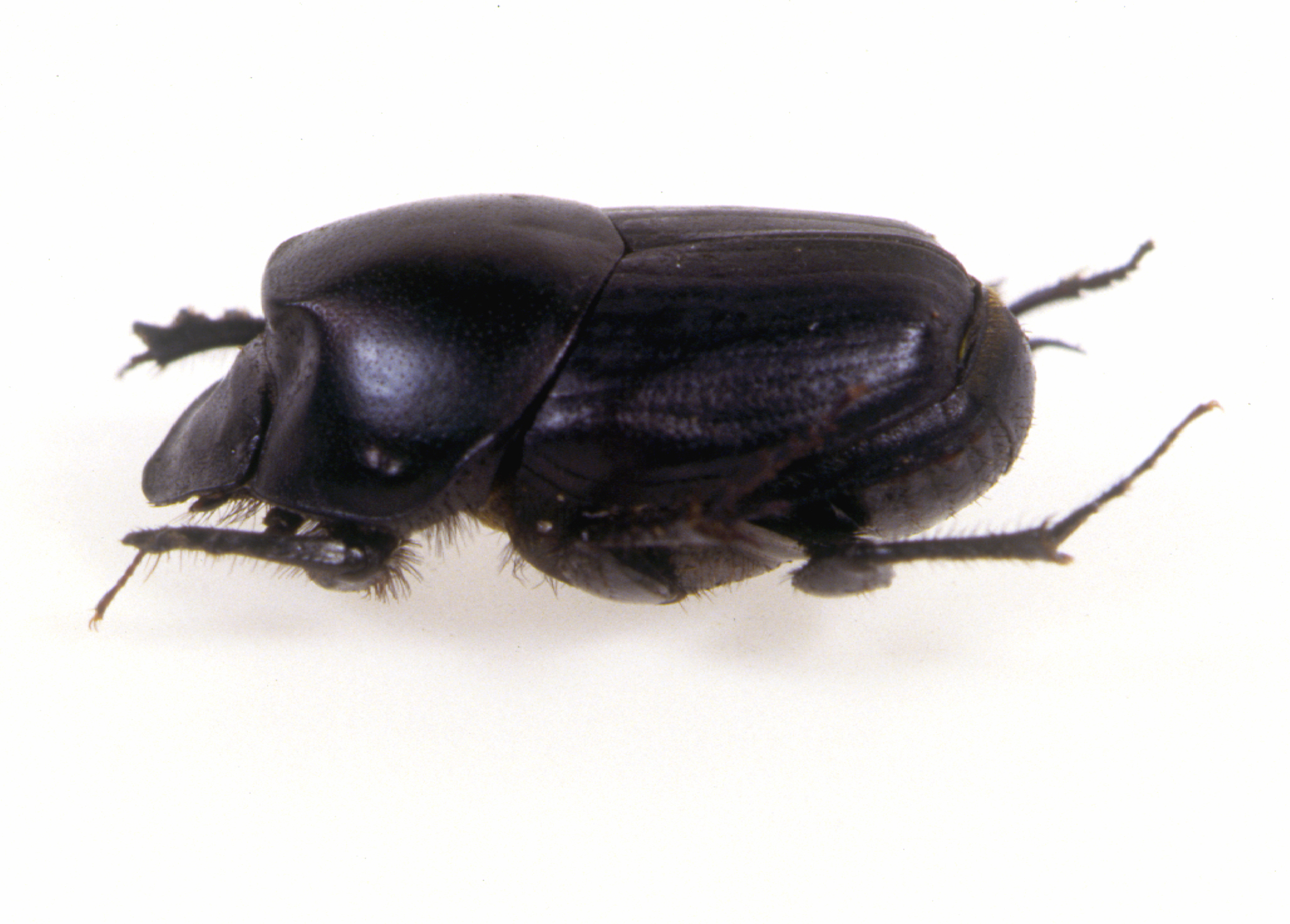
Onthophagus binodis
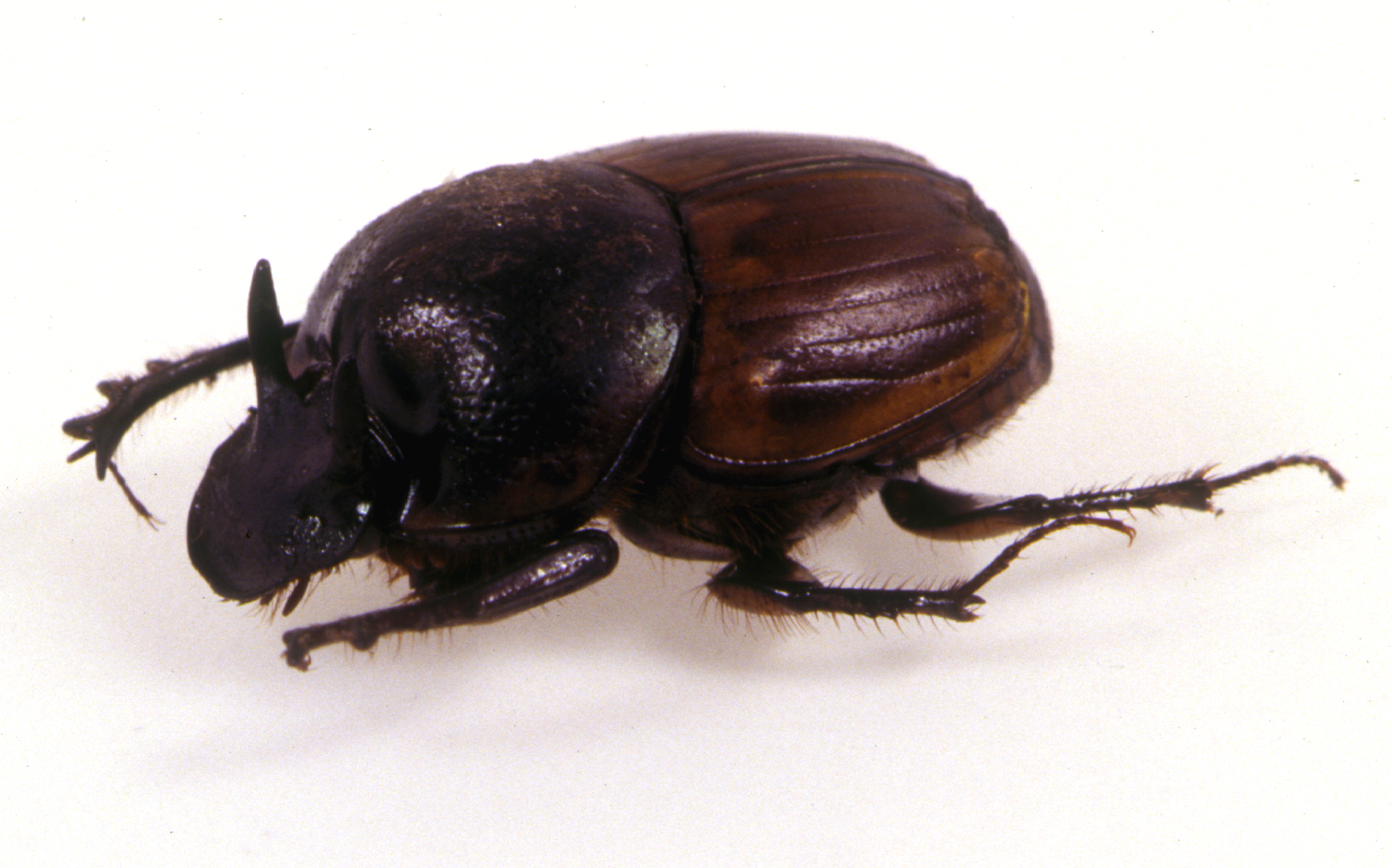
Onthophagus gazella
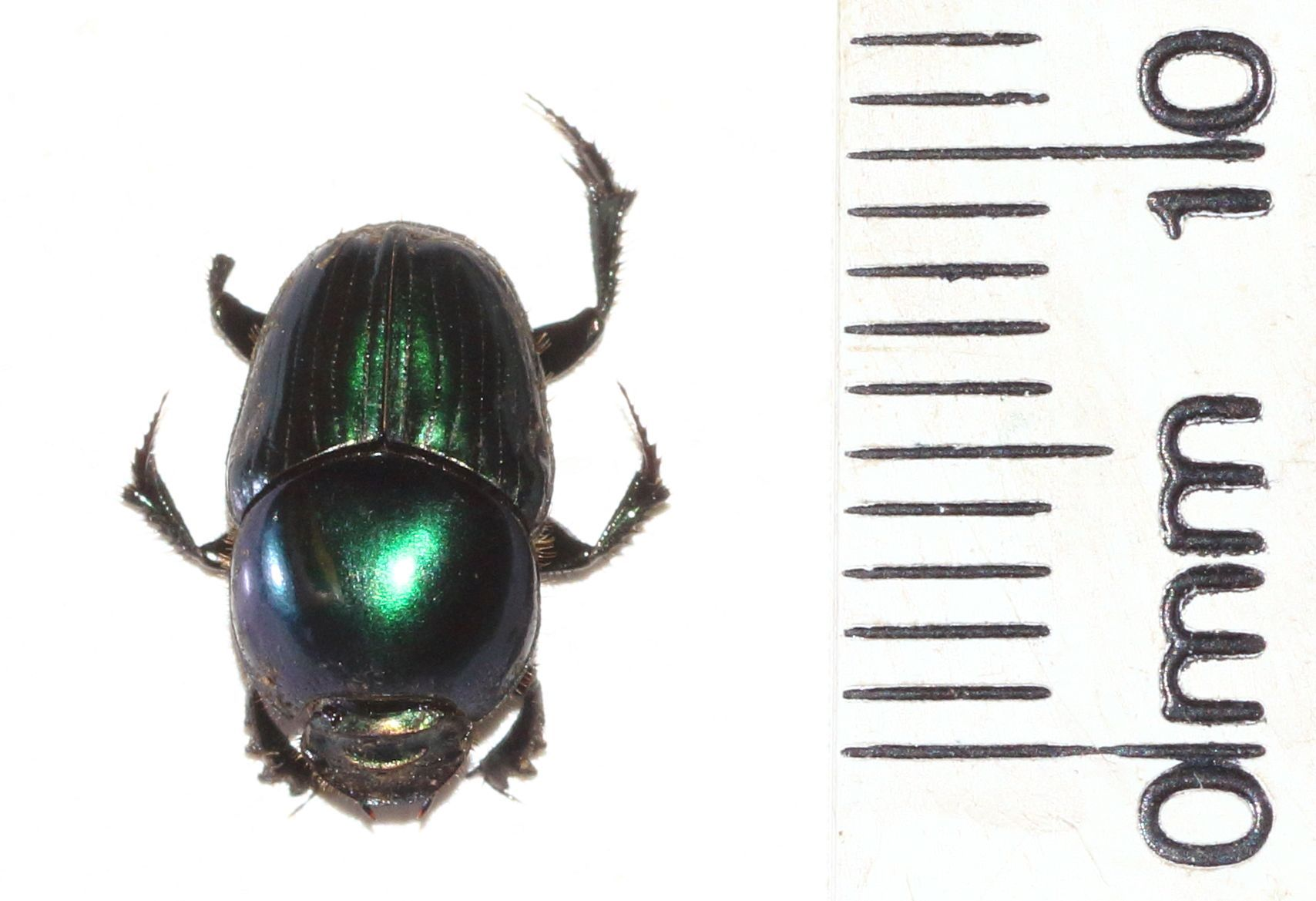
Onthophagus alcyonides
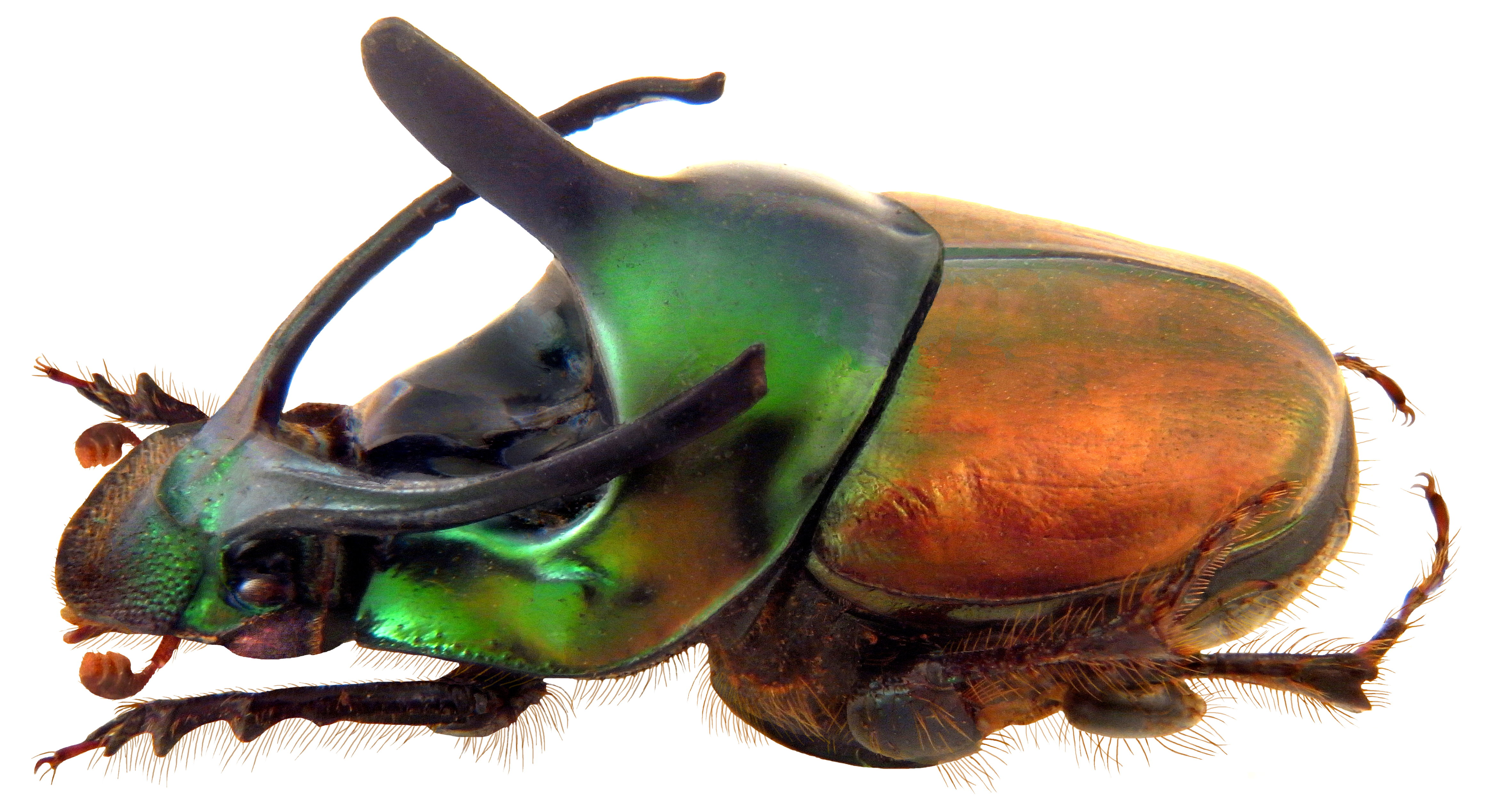
Proagoderus imperator

- Tribo Scarabaeini -  Presente apenas no velho mundo (Regiões Afrotropical e Paleoártica) - Cerca de 156 espécies[7]
  - Scarabeus
  - Kheper